# 仮面ライダーゴーストの登場仮面ライダー
特撮テレビシリーズ『仮面ライダーゴースト』に登場するヒーローキャラクター「仮面ライダー」は、1号ライダー「ゴースト」、2号ライダー「スペクター」、3号ライダー「ネクロム」の3名である。またそのほかに、ゲスト的に登場する者や劇場版・スピンオフ限定キャラクターが若干名いる。
作中で「仮面ライダー」と呼ばれることは少ないが、主人公のタケルによるアバンタイトルでのナレーションで毎回「俺は仮面ライダーゴースト」と名乗っているほか、アカリが「仮面ライダーゴースト」と発言する場面もあった。

## コンセプト
『仮面ライダーゴースト』のライダーたちが変身に際して力の源とするのが、眼魂（）と呼ばれる眼球状の小道具であり、これがいわゆるキーアイテムにあたる。仮面ライダーシリーズの前々作『仮面ライダー鎧武/ガイム』の「ロックシード」がフルーツと錠前、前作『仮面ライダードライブ』の「シフトカー」がミニカーをモチーフにしていたのに対し、この眼魂には明瞭な題材となる器物が存在しない。それは『仮面ライダーゴースト』のキーアイテムのコンセプトがオーパーツだからであり、特に子供たちにとって「突拍子もない要素を持った何か」と思われるような物を目指したからである。検討の末に考案されたのが、叡智の象徴としてよく用いられる「眼」であった。
『ドライブ』のシフトカーと比較してアイテムごとのキャラクター性をより強く付与するため、「眼魂の中には英雄や偉人の魂が封入されている」という設定になった。また「Tシャツを着替えてフォームチェンジする」という構想があり、浮遊するシャツの揺れる有様から幽霊が連想された。そして英雄は過去に生きた人物であり、現在ではすでにこの世にいないところから、「幽霊（ゴースト）の力を使って戦う仮面ライダー」という発想へとつながっていった。『鎧武』のアームズチェンジのように共通のベーススーツにして、上っ張りのみを取り替えることで大きな変わりざまとなり、コストも削減できるものとなったが、ただしTシャツでは形態のバリエーションを出しにくいので、別種の衣類であるパーカーをデザインモチーフとすることになった。当初は『仮面ライダーディケイド』のファイナルフォームライドのようにモチーフを具体的に表現したパーカーが人型に変形して二人羽織のようになるものだったが、最終的には人の魂に見えるように一部が手に見え、顔が付いたパーカーとなり、後の人型の英雄のもととなった。

## 仮面ライダーゴースト
天空寺タケルが変身する仮面ライダー。ユルセン曰く「死んでるからもう死なない」が、ダメージを負うと「死ぬほど痛い」模様。名前の通り「ゴースト」ゆえに常人には見えず、物体をすり抜けることができる。
額の中央には人魂の尻尾を模した一本角ウイスプホーンがあり、耳の部分は顔をつかむ爪のような形状のフランジクリスタルとなっている。黒いボディには骨格をイメージしたオレンジ色のラインエナジーベッセルが走り、変身直後に全身が発光しパワーが漲る。胸の透明な装甲アーマーインビジブルの下に描かれた紋様は、企画段階では肋骨だったが、人目につきやすい部分なので主人公を象徴するものとすることが決まり、番組ロゴにも使用されている一つ目のマークに変更された。
決め台詞は「命、燃やすぜ！」。
- 撮影用スーツは各形態で共通のボディを用いており、パーカー・マスクの前面・ベルトの眼魂を換装してフォームチェンジを再現している[10]。デザインはシンプルさが追求されているが、演出を派手にするためアップ用スーツには電飾が仕込まれている[11][12]。頭部は従来作のように眼が光るのではなく、顔の前面全体が発光するため、夜間での撮影時の視界はほぼなかったという[11][12]。またスーツは面とボディにアクリルが衣装の上にもう1枚被せられている二重構造となっており、ボディのエナジーベッセルはスーツとアクリルの間に設定された直径3ミリの有機ELワイヤーによる発光ギミックが仕込まれている[11][12]。
- ボディは胸部のみウレタン注型により造形された硬質なポリパーツを用いているが重量があるため、腕や太ももの装甲部分は表層を軟質透明樹脂にして軽量化を図っている[8]。そのほかパーカー着用時には見えなくなる肩パーツを外し、背面をディテールのないシートに換装するなどの工夫をしている[8]。オレ魂をはじめとしてパーカーはラバーコーティングされた生地を用いているものが多い[10][8]。また、幽霊の浮遊感を表現するためにワイヤーアクションを使用する[13]ことから、各スーツの背面には操演用ワイヤーを固定するためのスリットが設けられている[10][14]。電飾を消した後のマスクのアクリルは光の加減でスーツアクターやスタッフの顔が映り込む可能性があるため、スーツアクターの高岩成二は撮影途中から花粉用の黒いマスクを着用し、スタッフは黒ずくめの恰好をし、カメラマン以外は遠方で撮影をすることで映り込みを防いでいる[出典 1]。
- テレビシリーズなどの映像作品には登場せず、『仮面ライダーバトル ガンバライジング』にのみ登場する英雄や偉人モチーフの派生フォームは、基本的にCGモデルのみなので造形面の制約がなくデザインも比較的自由度が高い[17]。
- 変身ポーズは陰陽師の指さばきが参考にされており、アクションには詠春拳の要素が取り入れられている[13]。『劇場版 仮面ライダードライブ サプライズ・フューチャー』に先行登場した際に披露した、ふわふわと浮遊するアクションは「怖い」と不評だったため、テレビシリーズでは地に足の着いた通常のアクションとなっている[18]。

形態
トランジェント
パーカーゴーストをまとう前に一瞬見える素体。"transient" とは「瞬間」を意味する。マスクはのっぺらぼうのように何のディテールもない。
オレ魂
オレゴースト眼魂を装填し、黒とオレンジのオレゴーストを纏った基本形態。オレンジ色のマスクヴァリアスバイザーの模様フェイスパンテオンは全体が複眼状で、逆に本来の眼にあたる部分が黒くなっている。
変身音声は「レッツゴー！覚悟！ゴ・ゴ・ゴ！ゴースト！」。
ガンガンセイバー（主にブレードモード）を用いるほか、宙を幽霊のように浮遊してパンチやキックの格闘技で敵を翻弄する戦法を得意とする。
- 通常であれば基本形態のデザインが真っ先に描かれるところだが、「オレ」をイメージした意匠というのは把握しづらいため、偉人モチーフのパーカーから先にデザインされている。当初は、ガイコツモチーフをオレンジの体のラインで表現していたが、幽霊チックな色だったため怖いという意見があったことから、暖色系のオレンジとなった。変更前のデザインは後に『劇場版 仮面ライダーゴースト 100の眼魂とゴースト運命の瞬間』のダークゴーストのベースとなった。タケル役の西銘は「ダークゴーストのほうがゴーストっぽい」と語っている。

ムサシ魂
ムサシゴースト眼魂を装填し、赤いムサシゴーストを纏った派生形態。ヴァリアスバイザーの図柄デュアルウィードは二刀流を表現する交差した2本の刀。胸にはハガネノタスキ、額にはセツナノハチマキが巻かれる。また、後頭部には刀の柄を模したゴリンノマゲガタナがある。
変身音声は「決闘！ズバッと！超剣豪！」。
ガンガンセイバー二刀流モードを用いた二刀流戦法を得意とし、両肩から垂れ下がる2本の刀ゴーストブレイドによって死角からの攻撃にも対応できる。ただし、二刀流という特性ゆえに電撃を受けやすいという弱点もある。
- アクションには宮本武蔵の二天一流を取り入れている。

エジソン魂
エジソンゴースト眼魂を装填し、銀地に黄色のラインが入ったエジソンゴーストを纏った派生形態。ヴァリアスバイザーの図柄フェイスライトバルブは電球。両肩のパーツフリッカーショルダーは、パーカーゴースト時には両手になり、さらに左右を組み合わせると電球の形になる。
変身音声は「エレキ！ヒラメキ！発明王！」。
ガンガンセイバーガンモードを用いた射撃戦を得意とし、敵の攻撃や落雷によって発生した電気エネルギーを吸収する能力を持つ。また、頭部にあるフィラメントシャフトに電気刺激を受けることで思考力が活性化し、さまざまな閃きを得る。
- パーカーは薄手のナイロン製で、銀色なのは白衣をイメージしているためである。

ロビン魂
ロビンゴースト眼魂を装填し、緑の地に黄色のラインが入ったロビンゴーストを纏った派生形態。ヴァリアスバイザーの図柄フェイスシュートアローは弓矢。頭部の左側には飾り羽根クレアボヤンスフェザーがある。
変身音声は「ハロー！アロー！森で会おう！」。
ガンガンセイバーアローモードを用いた射撃戦を得意とする。分身して多方面から攻撃したり、ステルス状態となって気づかれずに行動することも可能。
- パーカーは薄手のナイロン製で、緑色なのはロビン・フッドのイメージカラーとして世界的に認知されているからである。

ニュートン魂
ニュートンゴースト眼魂を装填し、青地に銀のラインが入ったニュートンゴーストを纏った派生形態。ヴァリアスバイザーの図柄フェイスフォールアップルはリンゴと万有引力を現した下向きの矢印。パーカー背面の裾も下向き矢印になっている。
変身音声は「リンゴが落下！引き寄せまっか！」。
両手に球状のグローブを装備しており、フォースフィールドを形成して、右手で斥力、左手で引力を操ることができる。形態特有の装備で両手が塞がっているためにガンガンセイバーは使用できず、さらに戦闘中はドライバーを操作せずとも自動的にオメガドライブが発動する。
- パーカーの形状はダウンジャケット風だが、羽毛ではなくウレタンが充填されている。このパーカーだけダウン調なのは様々な形状を模索した結果であり、ダウンであること自体には特に意味はない。また、両手は天球儀をモチーフとしている。

ベートーベン魂
ベートーベンゴースト眼魂を装填し、灰色地に鍵盤状のラインが入ったベートーベンゴーストを纏った派生形態。ヴァリアスバイザーの図柄フェイスミュージックスコアは音符と五線譜。頭部の両側には、中世の音楽家が着用するかつらや、ヴァイオリンのスクロールをイメージした渦巻状の耳デスティニーチューナーがある。
変身音声は「曲名！運命！ジャジャジャジャーン！」。
コンチェルトコートの鍵盤のようになった襟を叩いたり、指揮者のように指を振ることで特殊な音符状の振動波を発生させ、それを音楽に乗せて放つことができる。
- パーカーはタキシードをイメージしている。

ビリー・ザ・キッド魂
ビリー・ザ・キッドゴースト眼魂を装填し、茶色のビリー・ザ・キッドゴーストを纏った派生形態。ヴァリアスバイザーの図柄フェイスリボルバーは正面から見たリボルバー銃とマズルフラッシュ。ウエスタン調の帽子クイックドロウハットをかぶる。レザー風のパーカーファニングコートの両脇には、弾帯ライトニングビュレットが巻かれている。
変身音声は「百発！百中！ズキューン！バキューン！」。
ガンガンセイバーガンモードを右手、バットクロックガンモードを左手に構えての2丁拳銃や、ガンガンセイバーライフルモードを用いた射撃戦を得意とする。
- パーカーはビニルレザー製で、革シボ加工により表面の皺を型押ししている。初期デザインでは全身が白と黒の牛柄だったが、これが不評だったためアクセントとして肩の部分に残る程度に変更された。

ベンケイ魂
ベンケイゴースト眼魂を装填し、白いベンケイゴーストを纏った派生形態。ヴァリアスバイザーの図柄フェイスセブンアームズは弁慶の七つ道具。
変身音声は「アニキ！ムキムキ！仁王立ち！」。
全身のパワーが肩のマイティネンジュによって強化され、ガンガンセイバーハンマーモードを用いた力押しの戦法を得意とする。
- パーカーは山伏をイメージしており、頭襟や数珠がデザインに取り入れられている。プロデューサーの高橋の意向で、初期デザインよりも大柄な体格に変更された。
- 第9話での戦闘の舞台となった橋は、実際の橋の名前が書かれたところに「五条大橋」と書かれたプレートを被せている。

オレ魂からの派生形態
ゴエモン魂（オレベース）
オレ魂の状態でゴエモンゴーストを纏ったゴエモン魂。
変身音声は通常のゴエモン魂同様、「歌舞伎！ウキウキ！乱れ咲き！」。
サングラスラッシャーソードモードを逆手に持った接近戦を得意とする。
リョウマ魂（オレベース）
オレ魂の状態でリョウマゴーストを纏ったリョウマ魂。
変身音声は通常のリョウマ魂同様、「目覚めよ！日本！夜明けゼヨ！」。
サングラスラッシャーブラスターモードを用いた射撃戦を行う。
ヒミコ魂（オレベース）
オレ魂の状態でヒミコゴーストを纏ったヒミコ魂。
変身音声は通常のヒミコ魂同様、「未来を予告！邪馬台国！」。
サングラスラッシャーソードモードに浄化の炎を纏わせた接近戦を得意とする。
テレビシリーズ以外での派生形態
一休魂
『てれびくん超バトルDVD』に登場。一休ゴースト眼魂を装填し、一休ゴーストを纏った派生形態。ヴァリアスバイザーの図柄フェイスクエスチョンは「？」マーク。
変身音声は「迫るピンチ！冴えるトンチ！」。
武器などを使わずとんちなどの頭脳戦で勝負する。
『ガンバライジング』での登場を基本とする派生フォームの中では、ピタゴラス魂と同様にオリジナルDVDや映画への登場を果たしている。
- 変身音声はベルトに先行して入っていたが、デザイン自体は後から生まれたものとなっている。

エグゼイド魂
エグゼイドゴースト眼魂を装填し、エグゼイドゴーストを纏って変身する特殊形態。
変身音声は「新たな個性！これが平成！」。
詳細は仮面ライダー平成ジェネレーションズ Dr.パックマン対エグゼイド&ゴーストwithレジェンドライダー#仮面ライダーゴースト エグゼイド魂を参照。
テンカトウイツ魂
テンカトウイツゴースト眼魂を装填し、テンカトウイツゴーストを纏って変身する派生形態。
詳細は仮面ライダー平成ジェネレーションズ Dr.パックマン対エグゼイド&ゴーストwithレジェンドライダー#仮面ライダーゴースト テンカトウイツ魂を参照。
シンセングミ魂
ファイナルステージに登場。シンセングミゴースト眼魂を装填し、シンセングミゴーストを纏った派生形態。
変身音声は「君と肩組み！新選組！」。
サングラスラッシャーを用いて戦う。
『伝説！ライダーの魂！』登場の特殊形態
タケルがレジェンドライダーゴースト眼魂を使って変身する。
ドライブ魂
ドライブゴースト眼魂を装填し、ドライブゴーストを纏った特殊形態。第1章に登場。仮面ライダードライブのタイプスピードをイメージした姿になり、マスクはドライブの顔に変化する。変身が完了すると、ドライブの決め台詞「ひとっ走り付き合えよ！」を発する。
変身音声は「警官！正義感！タイヤコウカン！」。
ドライブのようにスピーディーな戦い方を得意としており、ゴーストの浮遊能力と掛け合わせることができる。武装はハンドル剣とドア銃。
- レジェンドライダー魂のデザインにあたって最初に描かれ、以下の方向性を決定付けた。

鎧武魂
鎧武ゴースト眼魂を装填し、鎧武ゴーストを纏った特殊形態。第3章に登場。仮面ライダー鎧武のオレンジアームズをイメージした姿になり、マスクは鎧武の顔に変化し、ゴーストの一本角と共に鎧武のフロントブレードが追加される。変身が完了すると、鎧武の決め台詞「ここからは俺のステージだ！」を発する。
変身音声は「オレンジ！バナナ！そんな馬鹿な！」。
専用武器として大橙丸を装備し、鎧武のように果敢に斬りかかる格闘戦を得意とする。
映画『仮面ライダー1号』では武器を地面に叩きつけることで敵をオレンジ型のエネルギーで包み込んで拘束する技を披露した。
ウィザード魂
ウィザードゴースト眼魂を装填し、ウィザードゴーストを纏った特殊形態。第6章に登場。仮面ライダーウィザードのフレイムスタイルをイメージした姿になり、マスクはウィザードの顔に変化し、ゴーストの一本角と共にウィザードの触角が追加される。変身が完了すると、ウィザードの決め台詞「さあ、ショータイムだ！」を発する。
変身音声は「指輪の魔法！最後の希望！」。
ウィザードのように魔法を用いた戦い方を得意としており、炎を纏った蹴り技の他に専用武器としてウィザーソードガンを装備する場合もある。
映画『仮面ライダー1号』では、光の鎖で相手を拘束するバインドや自分の手を巨大化するビッグを駆使した。
1号魂
仮面ライダー45ゴースト眼魂に1号魂の図柄を表示させて装填し、1号ゴーストを纏った特殊形態。最終章に登場。トリガー操作時の音声は「カイガン！仮面ライダー！」となる。
変身音声は「相棒はバイク！必殺はキック！」。
1号の技を駆使する。
- 初期デザインでは他の形態と同様のパーカー姿だったが決め手に欠けるため、トランジェントにフードとマフラーのみが装着された特異な外見に変更された。マスクは1号の顔に変化し、ゴーストの一本角と共に1号の触角が追加される。

平成魂
仮面ライダー45ゴースト眼魂に平成魂の図柄を表示させて装填し、変身した特殊強化形態。最終章に登場。トリガー操作時の音声は「カイガン！平成ライダー！」となる。
変身音声は「新たな個性！コレが平成！」。
外見はグレイトフル魂に似ているが、全身の装甲は赤と白が基調となっている。ただしグレイトフル魂ではマーク用パーツが15しかないので、両肩前面に1つずつパーツが追加され、全身にゴーストを含む平成ライダー17人分の紋章が描かれている。頭部には角に加えて「平」を象ったフロントブレードが装着される。
クウガからドライブまでの平成ライダー16人にゴーストを加えた17人分の能力・戦闘力を引き出して戦う。

スペック
| 名称                 | 身長     | 体重     | パンチ力 | キック力 | ジャンプ力 （ひと跳び） | 走力 （100 m） | 初登場                   |
| -------------------- | -------- | -------- | -------- | -------- | ----------------------- | -------------- | ------------------------ |
| オレ魂               | 204.0 cm | 96.0 kg  | 5.5 t    | 10.0 t   | 42.0 m                  | 5.8秒          | - 劇場版ドライブ - 第1話 |
| ムサシ魂             | 209.0 cm | 98.0 kg  | 5.9 t    | 10.8 t   | 41.0 m                  | 5.7秒          | 第1話                    |
| エジソン魂           | 207.0 cm | 100.0 kg | 5.0 t    | 9.7 t    | 40.0 m                  | 6.6秒          | 第2話                    |
| ロビン魂             | 207.5 cm | 97.0 kg  | 5.7 t    | 10.5 t   | 44.0 m                  | 4.6秒          | 第3話                    |
| ニュートン魂         | 204.0 cm | 110.0 kg | 6.3 t    | 11.0 t   | 37.0 m                  | 7.1秒          | - 劇場版ドライブ - 第4話 |
| ベートーベン魂       | 204.0 cm | 98.5 kg  | 4.9 t    | 9.9 t    | 41.0 m                  | 6.8秒          | 第6話                    |
| ビリー・ザ・キッド魂 | 204.0 cm | 97.5 kg  | 5.8 t    | 10.4 t   | 45.0 m                  | 4.7秒          | 第7話                    |
| ベンケイ魂           | 204.0 cm | 120.0 kg | 9.99 t   | 11.1 t   | 39.0 m                  | 6.4秒          | 第9話                    |
| 一休魂               | 204.0 cm | 99.5 kg  | 4.8 t    | 9.3 t    | 43.0 m                  | 5.6秒          | 超バトルDVD              |

ツール
オレゴースト眼魂
天空寺タケルの魂を宿した眼魂。ゴーストドライバーに装填することで、タケルを仮面ライダーゴースト オレ魂へと変身させる。
第33話ではガンマイザー・グラビティの攻撃によって7つの破片に砕けるが、タケルに対するアカリたち7人の気持ち = 感情によってタケルとともに復活した。
最終話でタケルは生身の姿として復活したが、以降もこの眼魂を変身に使用している。
- 番組初期の構想段階ではタケルが死亡せず、「こちらの世界のタケル」の肉体に「眼魂世界のタケル」が入り込んで危機を救い、そして肉体から追い出される形になった「こちらの世界のタケル」の魂を緊急避難的に収容したのが「オレゴースト眼魂」という設定だった。そのため大幅にプロットが変更された実際の劇中におけるオレゴースト眼魂の設定には多少の不都合が生じている。

ゴーストドライバー
ゴーストへの変身に使用される変身ベルト。普段は変身者に同化しており、変身者の意思に応じて腰部に実体化され、装着される。
ドライバーの前面にあるカバーを開き、起動状態の眼魂を装填してカバーを閉じると「アーイ！」という音声とともに起動し、「バッチリミナー！」という待機音声が流れ、右側にあるデトネイトリガーを引いてから押し込むと「カイガン！○○（装填した眼魂の名称）！」の音声が鳴り、対応する眼魂のラップ調の変身音声が流れて仮面ライダーへと変身する。また英雄と心がシンクロした際に現れたパーカーゴーストを内部に取り込み、生成したブランク眼魂に封印することもできる。変身を解除する際は「オヤスミー」の音声が流れる。
- ドライバー本体にはメカディテールで口が彫られているが、過度にメカニカルな印象を与えないよう、幽霊のヒラヒラした布をイメージした前面パネルレイスインヴォーグで覆われている。
- アップ用プロップは開閉ギミックが再現されており、眼魂を磁石で保持している。

ガンガンセイバー
ゴーストの基本武器。パーツの組み換えでブレード・二刀流・ガン・ナギナタの4形態へ変形するほか、ゴーストガジェットと合体することで様々な派生形態に変化する。使用する際にはドライバーから出現する。変身前でも召喚や使用が可能。鍔に描かれた目のマークエナジーアイクレストをゴーストドライバーにアイコンタクト（スキャン）させることで「ガンガンミナー！ガンガンミナー！」という音声が流れ、トリガーを押すことで必殺技を発動する。
- ゴーストから連想された西洋館をデザインモチーフとし、ろうそくやシャンデリアの意匠が取り込まれている。また、ゴーストドライバーと共通の意匠を盛り込むため、持ち手の部分にクリアパーツがはめ込まれている。
- 直近の仮面ライダーシリーズではキーアイテムを装填してギミックを発動させる武器が多かったが、それでは玩具のサイズが大きくなり価格も高くなるため、今回のガンガンセイバーは変形ギミックが中心となった。プロデューサーの高橋は全英雄に対応した15モード変形を構想したが、これは実現できなかった。また開発チームは、『仮面ライダー電王』の「デンガッシャー」に必殺技音声が入っていないなど不十分な点があったので、それを越える「スーパーデンガッシャー」を目指したと述懐している。
- アップ用プロップはブレードモードから二刀流モードやナギナタモードへの変形が可能だが、ガンモードやアローモードは別造形である。

ブレードモード
両刃の剣形態。ガンガンセイバーの基本型でもある。
二刀流モード
ブレードモードから片側の小太刀を分離させた双剣形態。
ガンモード
ブレードモードの小太刀部分を反転させ柄を折り曲げた銃形態。
ナギナタモード
ブレードモードから小太刀を分割させ、そのまま柄尻に合体させた薙刀形態。
アローモード
ブレードモードの柄を折り曲げ、刀身先端に変形させたコンドルデンワーを連結させたクロスボウ形態。
ライフルモード
ガンモードの先端に、バットクロックを合体させた猟銃形態。
ハンマーモード
ナギナタモードの先端に、クモランタンを合体させた鎚形態。

ゴーストガジェット
日用品を模したガジェットモードと動物を模したアニマルモードに変形する可変アイテム。どれも小型で携帯性が高い。
また、ガンガンセイバーと合体することで、派生形態の専用武器に変形させることができる。
- ガジェットモードのモチーフは「西洋館にありそうな物」、アニマルモードは「不気味なイメージを持ったもの」から選ばれている。
- 動物が変形するアイテムは『仮面ライダーウィザード』以来3年ぶりとなる。

コンドルデンワー
大天空寺の地下にある研究室に置かれている電話型のアイテム。普段はタケルが御成や仙人などと通話する電話（通信機）として使用され、コブラケータイとであれば時空を越えた通話も可能。
アニマルモードではコンドル型の自律ユニットに変形し、直前に着信した電話の逆探知と同時に発信地へのナビゲートを行い、索敵機能も備えている。ガンガンセイバーと連結することでアローモードに変形させる。
- アニマルモードはCGで表現されるため、弓の形に予めなったものがガンガンセイバーに装着される。

バットクロック
大天空寺の地下にある研究室に置かれている時計型のアイテム。時計の針を任意の時間に巻き戻すことにより、その戻した時刻前後の時点で記録された映像を見ることができる。
アニマルモードではコウモリ型の自律ユニットに変形し、眼魔たちの聴覚を麻痺させ、内部機能にダメージを与える特殊音波を放つ。また、ガンモードにも変形し、ガンガンセイバーと合体することでライフルモードに変形させる。
- ビリー・ザ・キッドが左利きであったことからガンモードは左手に持っている。

クモランタン
大天空寺の地下にある研究室に置かれているランタン型のアイテム。ランタンから発生する青白い光は、不知火と同等の効果を持つ。
アニマルモードではクモ型の自律ユニットに変形し、特殊な糸のネットを張ることで眼魔の動きを封じる。ガンガンセイバーと合体することでハンマーモードに変形させる。

必殺技（括弧内は使用フォーム）
オメガドライブ（全形態共通）
ドライバーのトリガーを1回引いてから押し込み、「ダイカイガン！○○（フォーム名）！オメガドライブ！」の音声と共に発動する。フォームによって技が以下のように異なる。
オレ魂・エジソン魂
背後に浮かび上がった紋章のエネルギーを右脚に纏い、強力な跳び蹴りを放つ。
オメガドライブオレ
パーカーゴーストとなって現れたムサシ、エジソン、ロビン、ニュートン、ベートーベン、ビリー・ザ・キッド、ベンケイと一体化して、それぞれの紋章のエネルギーを右脚に纏い、最後にオレ魂へとチェンジして強化された跳び蹴りを放つ。
ムサシ魂
作中ではオメガスラッシュと組み合わせ、赤いオーラを全身に纏って技を強化させた。さらに斬撃のヒット後、2つの刀を模したエネルギーが発生して眼魔アサルトと分離したパーカーを同時に切り刻んでいる。
ロビン魂
作中ではオメガストライクと組み合わせ、分身を生成して一斉に光矢を放った。
ニュートン魂
落下する巨大な地盤を押し留めるほどの最大パワーの斥力を解き放つ。
ベートーベン魂
指揮者のように指を振って敵を浮かせ、無数の音符エネルギーの振動波を打ち込む。
ベンケイ魂
作中ではオメガボンバーと組み合わせ、巨大な棍棒のようなエネルギーを纏ったガンガンセイバーを頭上から叩き付ける技を使用した。
ゴエモン魂（オレベース）
サングラスラッシャーソードモードから黄緑色の斬撃を放つ。
リョウマ魂（オレベース）
サングラスラッシャーブラスターモードからエネルギー弾を連射する。
一休魂
虎が屏風から飛びついて敵に噛みついた隙にキックを決める。
ドライブ魂
ドライブ タイプスピードの必殺技スピードロップを繰り出す。
鎧武魂
鎧武 オレンジアームズの必殺技無頼キックを繰り出す。
ウィザード魂
ウィザード フレイムスタイルの必殺技ストライクウィザードを繰り出す。
1号魂
仮面ライダー1号の必殺技ライダーパンチ、ライダーキックを繰り出す。
平成魂
16人の平成ライダーと力を合わせて紋章のエネルギーを右脚に纏い、強力な跳び蹴りを放つ。
オオメダマ（オレ魂）
ドライバーのトリガーを4回連続で引くことで、「ダイカイガン！オレ！オオメダマ！」の音声と共に発動する。巨大なゴースト眼魂に似たエネルギーを生成し、それを敵に蹴り込む。
オメガブレイク（オレ魂）
ガンガンセイバーブレードモードをドライバーにかざしてアイコンタクトさせ、トリガーを押すことで「オメガブレイク！」の音声と共に発動する。ガンガンセイバーから赤い斬撃を放ち、敵を切り裂く。映画『仮面ライダー1号』で使用。
『仮面ライダージオウ』ではドライバーを操作して発動し、エネルギーを刀身に纏わせて敵を切り裂く。
オメガストリーム（オレ魂、ムサシ魂）
ガンガンセイバーナギナタモードをドライバーにかざしてアイコンタクトさせ、トリガーを押すことで「オメガストリーム！」の音声と共に発動する。背後に浮かび上がった紋章のエネルギーを刀身に纏わせ、敵を連続で切り裂く。
オメガスラッシュ（ムサシ魂）
ガンガンセイバー二刀流モードをドライバーにかざしてアイコンタクトさせ、トリガーを押すことで「オメガスラッシュ！」の音声と共に発動する。背後に浮かび上がった紋章のエネルギーを両方の刀身に纏わせ、敵を連続で切り裂く。
オメガシュート（エジソン魂）
ガンガンセイバーガンモードをドライバーにかざしてアイコンタクトさせ、トリガーを押すことで「オメガシュート！」の音声と共に発動する。銃口に浮かび上がった紋章のエネルギーと吸収した電気エネルギーを収束し、強烈な電撃として放つ。
オメガストライク（ロビン魂）
ガンガンセイバーアローモードをドライバーにかざしてアイコンタクトさせ、トリガーを押すことで「オメガストライク！」の音声と共に発動する。威力を強化したエネルギー矢を放ち、敵を射抜く。
オメガインパクト（ビリー・ザ・キッド魂）
ガンガンセイバーライフルモードをドライバーにかざしてアイコンタクトさせ、トリガーを押すことで「オメガインパクト！」の音声と共に発動する。紋章で敵に狙いをつけ、威力を強化した光弾を放つ。
オメガボンバー（ベンケイ魂）
ガンガンセイバーハンマーモードをドライバーにかざしてアイコンタクトさせ、トリガーを押すことで「オメガボンバー！」の音声と共に発動する。ガンガンセイバーを地面に叩き付けて紋章を発生させ、そこから弁慶の七つ道具型のエネルギー弾を飛ばして攻撃する。
メガオメガシャイン（ヒミコ魂〈オレベース〉）
サングラスラッシャーソードモードのサングラス部分にオレゴースト眼魂と闘魂ブーストゴースト眼魂をセットし、トリガーを押すことで「メガオメガシャイン！」の音声と共に発動する。
ザゼンアタック
座禅を組んで宙を舞った後、敵を上から押しつぶす。

マシン

マシンゴーストライカー
ゴーストの専用バイク。タケルのホンダCRF250Lがゴーストへの変身と同時にドライバーから照射されるエネルギーによって変化する。任意で元の姿へと戻ることや自律行動も可能。
- 英雄の乗り物なので馬、しかもゴーストなので馬の骨をイメージしている。シート部分にはゴーストドライバーと共通するオレンジと透明の意匠が取り入れられている。
- 主人公のバイクが変化するのは『仮面ライダーアギト』のマシントルネイダー以来である。

支援ユニット

キャプテンゴースト
幽霊船を模した飛行ユニット。自律行動ができ、船首の主砲セイリングキャノンからのエネルギー弾の砲撃や両腕の鋭い爪でゴーストの戦闘をサポートする。宇宙空間へ出ることも可能。
- バイクと合体できるサイズなので、実際の船ほど大きくはない。ただし『劇場版 仮面ライダーゴースト 100の眼魂とゴースト運命の瞬間』での崩壊する眼魂島からの脱出シーンでは、仲間たちがそろって乗り込むために大きくなっている。

イグアナゴーストライカー
キャプテンゴーストにマシンゴーストライカーが合体した姿。巨大なイグアナのような姿となり、鋭い牙や爪による格闘戦でゴーストをサポートする。主にパーカーゴーストなどを取り込んで巨大化した眼魔との戦闘で使用。
映画『超MOVIE大戦ジェネシス』ではライドブースター2台と合体し、一時的に飛行能力を獲得した。
- 『スター・ウォーズ エピソード3/シスの復讐』に登場したヴァラクティルをイメージしている。
- 第7・8話の合成カットは『仮面ライダーウィザード』のドローンカットを使用している。

### 闘魂ブースト魂
闘魂ブーストゴースト眼魂を装填し、赤と黒の闘魂ブーストゴーストを纏った強化形態。顔全体が複眼状になっている点はオレ魂と変わらないが、ヴァリアスバイザーに浮かぶ黒い模様は炎をかたどっている。襟の先端にも炎のようなパーツが付き、さらに額の一本角フレイムウィスプホーンも火炎の意匠となっている。
変身時、闘魂ブーストゴースト眼魂をゴーストドライバーに装填した際は「一発闘魂！」の音声が流れ、トリガー操作時の音声は「闘魂カイガン！ブースト！」となる。変身音声は「俺がブースト！奮い立つゴースト！ゴー！ファイ！ゴー！ファイ！ゴー！ファイ！」。
『仮面ライダー×仮面ライダー ゴースト&ドライブ 超MOVIE大戦ジェネシス』にて先行登場した際は設定がテレビシリーズと異なっており、トウサン魂という名称だった。各種音声も「一発トウサン！」や「トウサン！ダイカイガン！ブースト！」と、映画独自のものとなっていた。
体内に秘めた膨大な熱エネルギーをパンチやキック、武器にまとっての強力な攻撃を繰り出す。さらに、闘魂ブースト魂の状態からゴーストチェンジを行うことにより、トランジェントが闘魂ブースト魂のまま、各種スペックが通常時よりも強化された派生形態へと変身することができる。
- 闘魂の強化形態はオレベースの派生形態との差別化を図るため、ロングコートとなっている[58]。
- 撮影用スーツはアップ用とアクション用の2種類が用意された[59][60]。高岩成二は「闘魂」という名称から連想されたアントニオ猪木のイメージをアクションに取り入れており、格闘戦では張り手を使用していた[61]。

フォーム
トランジェント
- 撮影当初はオレ魂用マスクを編集によって赤色に変更していたが、後に闘魂ブースト魂専用トランジェントマスクが作られた。

ゴエモン魂
ゴエモンゴースト眼魂を装填し、蛍光イエローのゴエモンゴーストを纏った派生形態。ヴァリアスバイザーの図柄フェイスクマドリは歌舞伎の隈取。頭部の大百鬘ダイビャクヘッドは盗賊の獲物であるダイヤモンド風に仕上げられ、背にはニオウノタスキを巻いている。
変身音声は「歌舞伎！ウキウキ！乱れ咲き！」。
サングラスラッシャーソードモードを逆手で持ち、軽い身のこなしで敵を斬りつける戦法を得意とする。攻撃時や敵の攻撃をかわした際には見得を切る。
- 着物風のパーカーキンランコートが蛍光イエローなのは財宝をイメージしているからであり、縁には銭貨、胸には小判のモチーフが施されている。また、全面を覆うキルティング加工的な菱形の紋様は忍者の鎖帷子を表している。なお、闘魂ブースト魂からの変身を想定したゴエモン・リョウマ・ヒミコの3体は、それまでのパーカーとの差別化のため、すべてロングコートになっている。
- 第13話では眼魔を倒した後にポーズを花火を背景に取ってほしいという高橋の意向で、ナイターで撮影し、歌舞伎を意識した動きをしている。

リョウマ魂
リョウマゴースト眼魂を装填し、群青と白のリョウマゴーストを纏った派生形態。ヴァリアスバイザーの図柄フェイスドラゴンは東洋龍の頭部。パーカーバクマツコートは海援隊の前身である亀山社中の白袴、両肩のバトルシップショルダーは黒船をモチーフとしている。胸の紋章は坂本家の家紋「六角に桔梗」とゴーストの紋章を組み合わせたもの。
変身音声は「目覚めよ！日本！夜明けゼヨ！」。
サングラスラッシャーのソードモードとブラスターモードを使い分けて戦う。サングラスラッシャーソードモードは順手持ちである。
- 撮影用スーツのパーカーの袴部分は、折り目やシルエットの型崩れを防ぐため裏地にエクセーヌを用いている。坂本龍馬の特徴である「右手を衿に入れる」というポーズを再現するため、採寸し直された。
- アクションには坂本龍馬の北辰一刀流が取り入れられている。第14話の「宇宙にキター！」というセリフは、当初高岩は普通に演じていたが、監督の鈴村の意向で仮面ライダーフォーゼのように演じることとなった。

ヒミコ魂
ヒミコゴースト眼魂を装填し、ピンクのヒミコゴーストを纏った派生形態。ヴァリアスバイザーの図柄フェイスマガタマは勾玉。フードの両脇は角髪をモチーフとしている。
変身音声は「未来を予告！邪馬台国！」。
敵の挙動などから攻撃を予知できるほか、浄化の炎によって操られた人々を元に戻すことも可能。サングラスラッシャーソードモードは順手持ちである。
- 撮影用スーツのパーカーヤマタイコートは、表地がビニールレザー、裏地はサテン状の素材で造られている。また、女性らしく見えるように少し腰を締めている。

闘魂ブースト魂からの派生形態
闘魂ブースト魂の状態でゴエモン・リョウマ・ヒミコ以外の各パーカーゴーストを纏った強化派生形態。トランジェントは闘魂ブースト魂と同じものに変化し、各スペックが強化される。角は一部を除きオレ魂と同型。
闘魂ムサシ魂
闘魂ブースト魂の状態でムサシゴーストを纏ったムサシ魂の強化形態。通常のムサシ魂とは異なり、サングラスラッシャーソードモードとガンガンセイバーブレードモードによる二刀流で戦う。
闘魂ベートーベン魂
闘魂ブースト魂の状態でベートーベンゴーストを纏ったベートーベン魂の強化形態。通常のベートーベン魂と同じく、特殊な振動波を音楽に乗せて放つことができる。
闘魂ビリー・ザ・キッド魂
闘魂ブースト魂の状態でビリー・ザ・キッドゴーストを纏ったビリー・ザ・キッド魂の強化形態。通常のビリー・ザ・キッド魂と同じく、ガンガンセイバーガンモードとバットクロックガンモードを用いた射撃戦を得意とする。
闘魂ベンケイ魂
闘魂ブースト魂の状態でベンケイゴーストを纏ったベンケイ魂の強化形態。通常のベンケイ魂と同じく、ガンガンセイバーハンマーモードを用いた力押しの戦法を得意とする。
闘魂フーディーニ魂
闘魂ブースト魂の状態でフーディーニゴーストを纏った特殊強化形態。トランジェントは闘魂ブースト魂と同じものだが、頭部の角はスペクターと同じ二本となっている。通常のフーディーニ魂と同じく、飛行ユニット形態のマシンフーディーによる飛行能力を有している。
テレビシリーズ以外での派生形態
闘魂ロビン魂
闘魂ブースト魂の状態でロビンゴーストを纏ったロビン魂の強化形態。映画『仮面ライダー1号』に登場。通常のロビン魂と同じく、ガンガンセイバーアローモードを用いた射撃戦を得意とする。
ダーウィン魂（闘魂ダーウィン魂）
闘魂ブースト魂の状態からダーウィンゴースト眼魂を装填し、ダーウィンゴーストを纏った派生形態。
詳細は劇場版 仮面ライダーゴースト 100の眼魂とゴースト運命の瞬間#仮面ライダーゴースト ダーウィン魂を参照。

スペック
| 名称                     | 身長     | 体重     | パンチ力 | キック力 | ジャンプ力 （ひと跳び） | 走力 （100 m） | 初登場          |
| ------------------------ | -------- | -------- | -------- | -------- | ----------------------- | -------------- | --------------- |
| 闘魂ブースト魂           | 204.0 cm | 111.0 kg | 8.8 t    | 13.0 t   | 43.0 m                  | 5.4秒          | 第12話          |
| ゴエモン魂               | 204.0 cm | 114.0 kg | 11.9 t   | 15.1 t   | 43.5 m                  | 4.0秒          | 第13話          |
| リョウマ魂               | 204.0 cm | 107.0 kg | 9.0 t    | 13.4 t   | 44.0 m                  | 5.2秒          | 第14話          |
| ヒミコ魂                 | 206.0 cm | 104.5 kg | 7.6 t    | 13.5 t   | 46.0 m                  | 5.9秒          | 第17話          |
| 闘魂ベンケイ魂           | 204.0 cm | 130.0 kg | 16.0 t   | 14.4 t   | 39.9 m                  | 6.0秒          | 第19話          |
| 闘魂ムサシ魂             | 209.0 cm | 108.0 kg | 9.4 t    | 14.0 t   | 42.0 m                  | 5.7秒          | 第20話          |
| 闘魂フーディーニ魂       | 205.0 cm | 322,0 kg | 10.8 t   | 14.4 t   | 43.1 m                  | 5.4秒          | 第26話          |
| 闘魂ベートーベン魂       | 204.0 cm | 108.5 kg | 7.8 t    | 12.9 t   | 42.0 m                  | 6.3秒          | 第28話          |
| 闘魂ビリー・ザ・キッド魂 | 204.0 cm | 107.5 kg | 9.3 t    | 13.5 t   | 46.1 m                  | 4.4秒          | 第28話          |
| 闘魂ロビン魂             | 207.5 cm | 107,0 kg | 9.1 t    | 13.7 t   | 45.0 m                  | 4.3秒          | 仮面ライダー1号 |

ツール
闘魂ブーストゴースト眼魂
天空寺タケルが死後の世界で亡き父の龍から授かった眼魂。ゴーストドライバーに装填することで、タケルを仮面ライダーゴースト 闘魂ブースト魂へと変身させる。
- 切り替えボタンを押すまでどんな図柄が出てくるのかわからないゴースト眼魂のコンセプトを発展させ、スモーク素材によって絵を見えにくくしている。玩具には発光によって図柄を見えるようにするギミックが組み込まれており、アップ用撮影プロップも同様に電飾が仕込まれている。
- 企画段階ではオレゴースト眼魂が燃え上がって闘魂ブーストゴースト眼魂へと変化するという構想だったが、それは裏を返せば『仮面ライダーゴースト』という番組そのものを象徴するオレゴースト眼魂が消えてしまうことを意味するため、反対意見が出た。そこで、父親から与えられるという流れに変更されることとなった。劇中での詳しい説明はないが、天空寺龍が変身するために作った「オレ魂の龍バージョン」という想定である。

サングラスラッシャー
主に闘魂ブースト魂が使用する武器で、剣型のソードモードと銃型のブラスターモードの2形態へ変形する。柄部分のサングラスを模したカバーメガシェイドを開け、オレゴースト眼魂と闘魂ブーストゴースト眼魂を装填することで「メガマブシー！メガマブシー！」という音声が流れ、カバーを閉じると「闘魂ダイカイガン！」の音声が鳴る。その後、トリガーを押すことで必殺技を発動する。
- 眼魂を装填できる武器はこれが初めてとなる。闘魂ブースト魂の意匠が取り入れられており、サングラス状なのは「炎が燃え上がって目がまぶしい」という発想に基づく。
- 企画段階ではゴエモン魂用に傘型へと変形する構想だったが、試作したところ傘の骨組みにしかならなかったため、実現しなかった。

ソードモード
剣形態。強力な斬れ味を誇る刀身で敵を斬り付ける。
ブラスターモード
刀身を回して変形する熱線銃形態。プラズマエネルギーを発射する。

必殺技（括弧内は使用フォーム）
オメガドライブ（全形態共通）
ドライバーのトリガーを1回引いてから押し込み、「闘魂ダイカイガン！○○（フォーム名）！オメガドライブ！」の音声と共に発動する。フォームによって技が以下のように異なる。
闘魂ブースト魂
背後に浮かび上がった紋章の熱エネルギーを右脚に纏い、強力な跳び蹴りを放つ。
サングラスラッシャーで発動する技を強化する。またはゴースト眼魂をセットせず、炎を纏ったサングラスラッシャーソードモードで敵を切り裂く。
闘魂ムサシ魂
背後に浮かび上がった紋章のエネルギーを刀身に纏わせたが、攻撃直前でイゴールが撤退したために不発。
ヒミコ魂
胸部から放つ特殊なフィールドで敵を包み込み、浄化の炎を纏ったサングラスラッシャーで連続斬りを放つ。
オメガブレイク（リョウマ魂）
ガンガンセイバーブレードモードをドライバーにかざしてアイコンタクトさせ、トリガーを押すことで「オメガブレイク！」の音声と共に発動する。ガンガンセイバーから赤い斬撃を放ち、敵を切り裂く。
作中ではメガオメガフラッシュと同時使用し、ネクロムの攻撃を相殺した。
オメガボンバー（闘魂ベンケイ魂）
ガンガンセイバーハンマーモードをドライバーにかざしてアイコンタクトさせ、トリガーを押すことで「オメガボンバー！」の音声と共に発動する。ガンガンセイバーを地面に叩き付けて紋章を発生させ、そこから弁慶の七つ道具を模したエネルギー弾を飛ばして攻撃する。
闘魂ベンケイ魂では、発射される各エネルギー弾に炎が付加される。
オメガシャイン（闘魂ブースト魂）
サングラスラッシャーソードモードのサングラス部分に2つのゴースト眼魂をセットし、トリガーを押すことで「オメガシャイン！」の音声と共に発動する。
オレ＋ロビン
オメガストライクのように強烈な炎エネルギーの弓矢を放ち、敵を射抜く。
ニュートン＋ヒミコ
刀身に纏った浄化の炎をニュートンの重力操作能力で強化し、周囲の霧や磁場を払う。また、オメガドライブと組み合わせることで強力な斬撃を飛ばす。
オメガフラッシュ（闘魂ブースト魂）
サングラスラッシャーブラスターモードのサングラス部分に2つのゴースト眼魂をセットし、トリガーを押すことで「オメガフラッシュ！」の音声と共に発動する。劇中未使用。
メガオメガシャイン（ゴエモン魂、ヒミコ魂〈オレベース〉）
サングラスラッシャーソードモードのサングラス部分にオレゴースト眼魂と闘魂ブーストゴースト眼魂をセットし、トリガーを押すことで「メガオメガシャイン！」の音声と共に発動する。
ゴエモン魂では空高く跳躍し、すれ違いざまに敵を斬りつける。ヒミコ魂（オレベース）では円い浄化の炎の斬撃を放つ。
メガオメガフラッシュ（リョウマ魂）
サングラスラッシャーブラスターモードのサングラス部分にオレゴースト眼魂と闘魂ブーストゴースト眼魂をセットし、トリガーを押すことで「メガオメガフラッシュ！」の音声と共に発動する。銃口に紋章を浮かび上がらせ、強烈な炎エネルギーの弾丸を放つ。

### グレイトフル魂
第23話から登場。天空寺タケルがアイコンドライバーGを装着して変身する仮面ライダーゴーストの超強化形態。直接変身するほか、オレ魂や闘魂ブースト魂のトランジェントを経由する場合もある。また劇中で唯一、ゴーストドライバーを使用していない形態でもある。
変身音声は「ケンゴウ ハッケン キョショウニ オウサマ サムライ ボウズニ スナイパー！大変化！」。決め台詞は「魂は永遠に不滅だ！」。
- 最終フォームをシンプルなシルエットにするため、グレイトフル魂は重厚な鎧をまとった姿としてデザインされた[73]。全身の色は黒地に金のラインが入る。また、「顔全体が複眼で、目の部分が黒」というこれまでのフォームの特徴が逆転し、従来作のように黒い顔面に金の複眼が描かれている[73]。変身時、ドライバーから召喚されたパーカーゴーストが全身の鎧アーマーサブライムに宿り、マスクの図柄が表示される。また、頭部ペルソナグランドールはパーカーゴーストのフード部分に付いた装飾が融合したような形状をしている[74]。

| 英雄               | ボディー部位   | 頭部装飾         |
| ------------------ | -------------- | ---------------- |
| ムサシ             | 胸             | 髷               |
| エジソン           | 右肩           | 電極             |
| ロビン             | 右脛           | 飾り羽根         |
| ニュートン         | 左肩           | こめかみ         |
| ビリー・ザ・キッド | 左腕（肘）     | 弾丸             |
| ベートーベン       | 左腕（手首）   | 下の耳飾り       |
| ベンケイ           | 左腰           | 頭襟             |
| ゴエモン           | 右膝           | 大百日鬘         |
| リョウマ           | 左脛           | 龍の角           |
| ヒミコ             | 左膝           | 角髪             |
| ツタンカーメン     | 右腕（手首）   | 耳飾り基礎       |
| ノブナガ           | 右腕（肘）     | 髷の先端と耳飾り |
| フーディーニ       | 右腰           | 頭頂部の両脇     |
| グリム             | 左下腿（脛横） | ペン先           |
| サンゾウ           | 右下腿（脛横） | 僧侶頭巾         |

全てのパーカーゴーストと融合したことで、ゴーストチェンジせずとも英雄が持つ能力・戦闘力を自由に引き出せるようになっており、さらにドライバーからパーカーゴーストを召喚しての連携戦を可能としている。ガンガンセイバーとサングラスラッシャーに加えて、スペクターの武器であるガンガンハンドを召喚でき、呼び出されたパーカーゴーストがグレイトフル魂の持つ武器とは別に自らの武器として使用するといった芸当も可能。
スペクターやネクロムが英雄のパーカーゴーストを纏っている状態でゴーストがグレイトフル魂に変身する際には、スペクターとネクロムは強制的にそれぞれの基本形態に戻される。
融合しているパーカーゴーストの精神状態などによっては戦闘に支障が出る場合もある。第34話ではグリムゴースト眼魂に宿るグリム兄弟の兄弟喧嘩が原因で召喚された他のパーカーゴーストが強制的にドライバーへ戻されてしまった。また、ガンマイザーからの干渉を受けると、活動不能になる弱点を持つ。
劇場作品では、映画『平成ジェネレーションズ』で初めて登場した。
- アップ用スーツはFRP製のプロテクターが干渉するのでアクションしにくいとのこと[15][75]。グレイトフル魂とパーカーゴーストが同じ武器を使用する際は、片方をアクション用プロップにしている[75]。

ツール
アイコンドライバーG
グレイトフル魂への変身に使用されるゴースト眼魂型の変身ベルト。眼魔世界でイーディスがアドニスのために製作し用意していたものだがタケルに持ち出され、英雄のゴースト眼魂15個が内部に宿ることで覚醒した。第41話では、ガンマイザーの対抗戦力として造られたことが判明する。
普段はバックルの状態で携帯され、腰に当てることで自動的にベルトが伸長して装着される。右側面のリボルトリガーを押して上面のアイコニックプレートに表示されるマークをグレイトフルのグラフィックに切り替え、左側面のボタンを押すと「ガッチリミーナ！コッチニキナー！」の音声が流れ、待機状態に移行。その状態で再びボタンを押すことにより、「ゼンカイガン！ケンゴウ ハッケン キョショウニ オウサマ サムライ ボウズニ スナイパー！大変化！」の音声と共に変身が完了する。
窓のマークを英雄の図柄に切り替えてボタンを押すことで図柄に応じた英雄のパーカーゴーストを召喚でき、再びボタンを押すと召喚されたパーカーゴーストに応じてオメガフォーメーションを発動する。
変身を解除する際は「カイサン！」の音声が流れ、ドライバーからゴースト眼魂が排出される。
- 「1号ライダーの2本目のベルト」を出すのは仮面ライダーシリーズ初の試みであったため、企画時には反対意見もあったが、結果的に玩具の売り上げは大成功を収めた。しかし開発関係者は「次の作品で同じことはできない」「今回ならではのお祭りみたいなもの」と語っており、相当に挑戦的なアイテムであったことがうかがえる。

ガンガンセイバー、サングラスラッシャー
上記を参照。この形態でも引き続き使用する。
ガンガンハンド
スペクターの武器。詳しくは後述。

必殺技
オメガドライブグレイトフル
グレイトフルの図柄が表示された状態で再びドライバーの左側面のボタンを押すと、「ゼンダイカイガン！剣豪！電動！アロー！リンゴ！カウボーイ！巨匠！無双！怪盗！ダゼヨ！女王！大王！武将！脱走！読書！僧侶！全員集合！グレイトフル！オメガドライブ！」の音声と共に発動する。下記のように幾つかのパターンがある。
- グレートアイを模した紋章が出現し、15人全てのパーカーゴーストが融合・形成した金色のエネルギー球をゴーストが跳び蹴りで叩き込む。
- パーカーゴーストを召喚しない場合は右足に金色のゴースト眼魂のエネルギーを纏い、直接跳び蹴りを放つ。
- ガンガンセイバーとサングラスラッシャー使用時は背後に浮かび上がった紋章のエネルギーを両方の刀身に纏わせ、敵を連続で切り裂く。

オメガフォーメーション
パーカーゴーストの召喚後、ドライバーのボタンを押すことで「レッツゴー！○○（召喚した各パーカーゴーストに対応した音声）！オメガフォーメーション！」の音声と共に発動。
ロビン
召喚されたロビンゴーストと共にガンガンセイバーアローモードからエネルギー矢を放つ。
ゴエモン
召喚されたゴエモンゴーストと共にサングラスラッシャーソードモードから斬撃を飛ばす。
リョウマ
召喚されたリョウマゴーストがサングラスラッシャーブラスターモードから光線を放つ。
ヒミコ
召喚されたヒミコゴーストがガンガンセイバーナギナタモードで敵を切り裂く。
ムサシ
召喚されたムサシゴーストがガンガンセイバー二刀流モードで攻撃する。
エジソン
召喚されたエジソンゴーストがガンガンセイバーガンモードで攻撃する。
メガオメガフォーメーション
15人全てのパーカーゴーストの召喚後、ドライバーのボタンを押すことで「レッツゴー！全員集合！メガオメガフォーメーション！」の音声とともに発動。オメガドライブ同様にグレートアイを模した紋章が出現し、15人全てのパーカーゴーストとともに飛び蹴りを叩き込む。

### ムゲン魂
第33話から登場。ゴーストドライバーにムゲンゴースト眼魂を装填し、白いムゲンゴーストを纏った最強形態。トランジェントが白銀を基調した外見に変化し、全身の装甲に∞が描かれる。頭部に現れる、複眼を半分隠すほどのラメ入り透明バイザーエタニティーリフレクターには、ゴーストドライバー同様に布のしわをイメージした段差が設けられている。また、より大きくなった角プリズムウィスプホーンは半透明の虹色に染まっている。
変身時、ムゲンゴースト眼魂をゴーストドライバーに装填した際は「ムゲン進化！」の音声が流れ、トリガー操作時の音声は「チョーカイガン！ムゲン！」となる。変身音声は「キープ・オン・ゴーイング！ゴ・ゴ・ゴ！ゴ・ゴ・ゴ！ゴ・ゴ・ゴ！ゴッドゴースト！」。決め台詞は「人間の可能性は無限大だ！」。
専用武器は存在せず、ガンガンセイバー単体による戦闘を行う。また、ガンガンセイバーはゴーストチェンジを介さずに全モードが任意で変形・使用が可能。感情から力を得ることで繰り出される必殺技により、不滅のガンマイザーすら完全に消滅させることができる。また、発光粒子状に全身を変え、敵の攻撃をかわすことが可能。
第33話で初登場した際は全身が金色の光に包まれていたため正確な姿は確認できなかった。第49話ではオープニングに登場する羽毛のようなエネルギーが無数にタケルに融合することで、変身した。
劇場版では、アカリ・御成・マコト・アラン・カノンと英雄の村の英雄たちが一体化したことで光の羽を背中に備えている。
- 撮影用スーツはアップ用とアクション用が存在する[79][80]。アップ用スーツでは、各パーツごとに電飾用のバッテリーが取り付けられており、断線などを防いでいるが重量は他のスーツよりも増している[79][80]。全身のプリズム状の模様は、マスクではラメを貼り付けているが、ボディは軟質透明樹脂のカバーの下にプリズム状のシートを貼ってそれぞれ表現している[79][80]。マスクは目をエッジの効いたアクリルのバイザーで覆う形状のため、スーツアクターは「前に誰かがいる」程度の視界しか得られず[77]、ゴーストのスーツアクターであった高岩はモノが二重に見えてしまうため、トランポリンも二重に見えて踏めなかったり、カメラが二重に見えて視線がずれるなど、距離感がつかめないのが難点であったという[81]。
- デザインはグレイトフル魂の試案のひとつが基礎になっている[82]。初期案ではタケルが進化した姿をイメージして、英雄の力を借りていない、すなわちパーカーゴーストをまとっていないデザインだった[83]。しかし仮面ライダーゴーストの特徴であるパーカーを省いてしまっては、とてもゴーストには見えなかったため、「透明なパーカー」へと変更された[83]。ただし本当に透明にしてしまうと合成が難しくなるため、実際にはプリズム調のスーツとなった[83]。
- オープニングで象徴的に使用されていた羽を変身時に取り入れている[84]。7つの感情に基づく必殺技をひとつひとつ会得していく展開は、最初から万能の存在にして強くなりすぎることを避け、成長の過程を描くために考案された[82]。

ツール
ムゲンゴースト眼魂
アカリ・御成・マコト・アラン・シブヤ・ナリタ・カノンの強い想いを受けて蘇ったタケルが生み出した奇跡の眼魂。名付け親は仙人で、タケルがムゲンの可能性を持っていることから。通常の眼魂とは違って上部が大型化し、∞が象られている。瞳の色は虹色。
第49話で、アイザージャイアントとの戦闘後、自動的にゴーストドライバーから排出され、消滅した。しかしテレビシリーズ最終回の後日譚である超バトルDVD第2弾『真相！英雄眼魂のひみつ！』や映画『平成ジェネレーションズ』では、タケルの手に戻っている。
『小説 仮面ライダーゴースト』でクロエを救うためにタケルの寿命と共に譲渡され消滅した。
- 変身ベルトの形状を変えるのがコンセプトで、ゴーストドライバーに装填すると上部が外に飛び出す造形となっている。

必殺技
ゴッドオメガドライブムゲン（ムゲン魂）
ドライバーのトリガーを1回引いてから押し込み、「チョーダイカイガン！ムゲン！ゴッドオメガドライブ！」の音声と共に発動。背後に浮かび上がった∞を模した紋章のエネルギーを収束し、七色に輝く飛び蹴りかストレートパンチのいずれかを放つ。
イノチダイカイガン（ムゲン魂）
ドライバーのトリガーを1回引いてから押し込み、「イノチダイカイガン！○○！」の音声と共に発動。武器ごと7種類の技があり、技ごとにムゲンゴースト眼魂の発光色が変化する。一部の攻撃はヒットすると∞を描く光が発生する。
ヨロコビストリーム
ガンガンセイバーナギナタモードから黄色いエネルギー刃を飛ばし、敵を斬り裂く。眼魂の発光色は黄色。
タノシーストライク
ガンガンセイバーアローモードからオレンジ色のエネルギー矢を放ち、敵を貫く。眼魂の発光色は橙色。
シンネンインパクト
ガンガンセイバーライフルモードから貫通力の高い緑色の光線を放ち、敵を撃ち抜く。眼魂の発光色は緑色。
イサマシュート
ガンガンセイバーガンモードから巨大な光弾を放つと同時にサングラスラッシャーブラスターモードから虹色の螺旋状の光線を放ち、敵を撃ち抜く。眼魂の発光色は紫色。
イカリスラッシュ
ガンガンセイバーブレードモードとサングラスラッシャーソードモードによる赤い斬撃で敵を切り裂く。眼魂の発光色は赤。
カナシミブレイク
ガンガンセイバーブレードモードによる青い斬撃で敵を切り裂く。眼魂の発光色は青。
ラブボンバー
ガンガンセイバーハンマーモードに白いエネルギーを纏わせ、回転しながら敵に突っ込む。眼魂の発光色は白。
- プロデューサーの高橋一浩は、家族愛をテーマの1つとしていたことから、ラブボンバーを最終決戦で用いる技とした。

## 仮面ライダースペクター
深海マコトがゴーストドライバーにスペクターゴースト眼魂を装填して変身する、黒地に青のラインが入ったスペクターゴーストを纏った仮面ライダー。
デザインコンセプトは「仮面ライダーゴーストと同系統」であり、両者のシルエットは共通しているが、ディテールや配色で差別化を図っている。
基本形態では特に「○○魂」とは付かない。
青いマスクヴァリアスバイザーに浮かぶ模様フェイスバーサークは、当初敵として登場することから悪そうな形相にデザインされており、口元には心電図モチーフが見て取れる。額の角ソウルオーナメントは2本で、パーカーの襟も2つに割れている。
基本形態の変身音声は「レディゴー！覚悟！ド・キ・ド・キ！ゴースト！」。
持ち前の格闘術を活かした格闘戦に加え、ガンガンハンド（主にロッドモード）を使用して容赦無く敵を攻撃する戦法を得意とする。
戦闘経験を積んできたマコトが変身するため、仮面ライダーゴーストを上回る戦闘能力を発揮し、同じゴースト眼魂を使用してもスペックで勝る。
決め台詞は必殺技発動時に発声する「俺の生き様、見せてやる！」。
- アクションは山本がやっていたキックボクシングの動きが取り入れられているが、マコトの状態では衣装が革であったことから足が上がりにくかったため、パンチを主体としたものに変更となった[94]。

フォーム
トランジェント
- 仮面ライダーゴーストのオレンジに対し、敵として出るためクールでかっこいいデザインとして、スペクターのカラーリングは寒色系の青が用いられている。全身に走るエナジーベッセルの形状は心電図のようなギザギザパターンがモチーフ。

ノブナガ魂
ノブナガゴースト眼魂を装填して変身する、紫の地に金色のラインが入ったノブナガゴーストを纏った派生形態。ヴァリアスバイザーの図柄フェイスデュアルアーキバスは交差した2本の火縄銃。髷も火縄銃の銃口を模している。
変身音声は「我の生き様！桶狭間！」。
ガンガンハンド銃モードを使用する射撃戦を得意とする。
- パーカーバテレントコートのデザインは、武士つながりでムサシ魂を発展させたものである。

ツタンカーメン魂
ツタンカーメンゴースト眼魂を装填して変身する、水色の地に金色の縞模様が入ったツタンカーメンゴーストを纏った派生形態。ヴァリアスバイザーの図柄フェイスデュアルサイスは2本の鎌の刃。頭部の形状はネメスを模している。また衿の装飾は、王家の谷に埋葬されたツタンカーメン王のミイラが胸の前で交差させた手を表しており、棺形カノポス容器の形状をイメージしている。
変身音声は「ピラミッドは三角！王家の資格！」。
ガンガンハンドカマモードを使用する接近戦を得意とする。
エジソン魂
エジソンゴースト眼魂を装填して変身する、エジソンゴーストを纏った派生形態。
変身音声はゴーストと同様に「エレキ！ヒラメキ！発明王！」。
ガンガンハンドロッドモードを使用して接近戦を仕掛けるほか、銃モードで敵を拘束した後にトリガーを押して感電させることも可能。
- 仮面ライダーゴーストと共通するゴーストチェンジ形態の中では、このエジソン魂のみスペクター専用に2本角のマスクが製作されている。

フーディーニ魂
フーディーニゴースト眼魂を装填して変身する、マシンフーディーが変形する紺色のフーディーニゴーストを纏った強化形態。ヴァリアスバイザーの図柄フェイスリストレイントは拘束具。
変身音声は「マジイイジャン！すげぇマジシャン！」。
背部に装着された飛行ユニット形態のマシンフーディーによって空中を飛行するほか、脱出マジックを活かした瞬間移動や掌から鎖を放つことも可能。
- 他の英雄たちと比べて知名度の低い人物であるため、単なるパーカーでは埋没してしまうことから、バイクそのものを着込むという強烈なインパクトを伴う姿にデザインされた。

ネクロムスペクター
アランによってネクロムゴースト眼魂を無理矢理装填され、ネクロムゴーストを纏った特殊形態。マスクは仮面ライダーネクロムのアクション用を使用しており、ヴァリアスゴーグル内のディテール塗装がない造形となっている。
変身音声は「ヒウィゴー！覚悟！乗っ取りゴースト！」
変身時にネクロムゴースト眼魂をドライバーに装填した際、待機音声が「バッチリミイヤー！」に変化する。
変身中はネクロムゴースト眼魂に支配され、メガウルオウダーを持つアランの意のままに従う操り人形となる。しかしマコトの意識も抵抗しているらしく、カノンの前だと攻撃を躊躇する一面が見られる。
- マコトが操られる展開は、玩具のネクロムゴースト眼魂に収録された「乗っ取りゴースト！」の音声から発想された。登場時期は、マコト役の山本涼介が舞台出演のためスケジュール調整が難しいときに合わせてある。

テレビシリーズ以外の作品に登場する派生形態
ピタゴラス魂
『てれびくん超バトルDVD』に登場。ピタゴラスゴースト眼魂を装填して変身する、ピタゴラスゴーストを纏った派生形態。ヴァリアスバイザーの図柄フェイスジオメトリカルデルタは重ねた三角形。
変身音声は「三角の定理！俺の言う通り！」。
必殺技は、三角形のエネルギー弾を連射するピタゴラスマッシュ。
- 頭部がターバン状になっているのが特徴。ギリシャらしさを出すために、パーカーは麻のような布で作られている。

『ガンバライジング』での登場を基本とする派生フォームの中では、一休魂と同様にオリジナルDVD・劇場版への登場を果たしている。デザイン画では他の『ガンバライジング』の派生フォームと同様に「仮面ライダーゴースト ピタゴラス魂」としてゴーストが装着した状態で描かれている。
シンスペクター
シンスペクターゴースト眼魂を装填して変身する、シンスペクターゴーストを纏った最強形態。
詳細はゴースト RE:BIRTH 仮面ライダースペクター#仮面ライダーシンスペクターを参照。
『伝説！ライダーの魂！』登場の特殊形態
マコトがレジェンドライダーゴースト眼魂を使用して変身する。
- デザイン画では他のレジェンドライダー魂と同様に「仮面ライダーゴースト ○○魂」としてゴーストが装着した状態で描かれている。

ダブル魂
ダブルゴースト眼魂を装填して変身する、ダブルゴーストを纏った特殊形態。第2章に登場。仮面ライダーW サイクロンジョーカーをイメージした姿となり、マスクはWの顔に変化し、スペクターの二本角と共にWの触角も追加される。変身が完了すると、Wの決め台詞である「さあ、お前の罪を数えろ！」を発声する。
変身音声は「二人で一人！ガイアメモリ！」。
Wのように蹴り技を駆使するスピーディーな格闘戦を得意とする。『仮面ライダー1号』ではメタルシャフトを使用している。
フォーゼ魂
フォーゼゴースト眼魂を装填して変身する、フォーゼゴーストを纏った特殊形態。第4章に登場。仮面ライダーフォーゼ ベースステイツをイメージした姿となり、マスクはフォーゼの顔に変化し、スペクターの二本角と共にフォーゼの触角も追加される。変身が完了すると、フォーゼの決め台詞である「宇宙キター！」を発声する。
変身音声は「スイッチ押した！宇宙キター！」。
フォーゼのような喧嘩殺法の格闘戦を得意とし、ロケットモジュールを装備することで空中を飛行することも可能。『仮面ライダー1号』では大気圏外にまで飛び出した。
オーズ魂
オーズゴースト眼魂を装填して変身する、オーズゴーストを纏った特殊形態。第5章に登場。仮面ライダーオーズ タトバコンボをイメージした姿となり、マスクはオーズの顔に変化する。変身が完了しても特に決め台詞は発声しないが、必殺技を発動する際に「セイヤーッ！」の掛け声を発声する。
変身音声は「メダル奪った！タカ・トラ・バッタ！」。
オーズのように動物的な動きを模した格闘戦を得意とする他、専用武器としてメダジャリバーを装備する。『仮面ライダー1号』ではトラクローを使用している。

スペック
| 名称                   | 身長     | 体重     | パンチ力 | キック力 | ジャンプ力 （ひと跳び） | 走力 （100 m） | 初登場      |
| ---------------------- | -------- | -------- | -------- | -------- | ----------------------- | -------------- | ----------- |
| 仮面ライダースペクター | 202.5 cm | 96.5 kg  | 6.0 t    | 10.5 t   | 43.0 m                  | 5.6秒          | 第4話       |
| ノブナガ魂             | 214.0 cm | 99.5 kg  | 6.1 t    | 10.8 t   | 42.5 m                  | 5.8秒          | 第5話       |
| ツタンカーメン魂       | 202.5 cm | 97.5 kg  | 5.9 t    | 10.6 t   | 43.5 m                  | 4.4秒          | 第5話       |
| エジソン魂             | 207.0 cm | 100.5 kg | 5.7 t    | 10.3 t   | 42.0 m                  | 6.0秒          | 第6話       |
| フーディーニ魂         | 205.0 cm | 312.5 kg | 8.7 t    | 12.8 t   | 43.2 m                  | 5.5秒          | 第15話      |
| ネクロムスペクター     | 204.0 cm | 98.5 kg  | 8.7 t    | 12.9 t   | 44.0 m                  | 5.0秒          | 第17話      |
| ピタゴラス魂           | 205.0 cm | 98.0 kg  | 5.2 t    | 9.6 t    | 39.0 m                  | 6.4秒          | 超バトルDVD |
ツール
スペクターゴースト眼魂
深海マコトが子供のころにイーディスから与えられた眼魂。ゴーストドライバーに装填することで、マコトを仮面ライダースペクターへと変身させる。
劇中で詳しい説明はされていないが、マコトの育ての父である深海大悟の魂が宿っているとされる。『劇場版 仮面ライダーゴースト 100の眼魂とゴースト運命の瞬間』で、いまわの際の大悟がマコトに向かって「俺はいつもお前の側にいる」と伝えたとき、眼魂が光るのはそのことを意味している。
『小説 仮面ライダーゴースト』では、大悟がアデルに殺害された際に、死の寸前に仙人が魂を回収した眼魂のコピーであることが明かされている。
ゴーストドライバー
スペクターへの変身に使用される変身ベルト。
外観ならびに機能はタケルが使用する物に準じるが、こちらの場合は待機音声が「バッチリミロー！」となっている。
- 前作『仮面ライダードライブ』に登場した仮面ライダーマッハと仮面ライダーチェイサーが同じ変身ベルト「マッハドライバー炎」を使用する演出が好評だったため、本作品でも仮面ライダーゴーストと仮面ライダースペクターが共通の変身ベルトを使用する設定となった。

ガンガンハンド
スペクターの基本武器。外見は右腕を模している。ポンプアップしたりゴーストガジェットを先端に取り付けることで様々な形態に変化する。使用する際にはドライバーから出現し、変身前でも召喚・使用可能。ゴーストもグレイトフル魂に変身することで、パーカーゴーストと同時に召喚する武器の一つとして使用可能。
トリガーの付近に描かれた目玉模様エナジーアイクレストをゴーストドライバーにスキャン（アイコンタクト）させることで「ガンガンミロー！ガンガンミロー！」の音声が流れ、トリガーを押すことで必殺技を発動する。
ロッドモード
ガンガンハンドの基本形態でもある棍棒形態。手を模した粉砕装置は自在に伸縮可能で、これを利用した打撃戦が可能。
- 玩具ではライフルモードから変形する際に「ナンデヤネン」という音声が鳴るが、スペクターのクールなキャラクターにそぐわないため、劇中では用いられていない。

銃モード
ロッドモードをポンプアップし、銃口を露出させた銃形態。ノブナガ魂が使用するため、火縄銃の意匠が取り入れられている。前に指鉄砲の人差し指をかざした形となっている。
カマモード
ロッドモードの状態からコブラケータイを掌部分クラッシュフィンガーズに取り付け、ポンプアップして握らせた大鎌形態。
ゴーストガジェット
コブラケータイ
スペクターが所持する携帯電話型のアイテム。コンドルデンワーとであれば時空を越えた通話も可能で、イーディスが所持する眼魔眼魂とも通話可能。アニマルモードではスネーク型の自律ユニットに変形し、ガンガンハンドと合体することでカマモードに変形させる。
- CGによって表現されるため、合体用の展開したライダー用のプロップが制作されている。

必殺技
括弧内は使用フォーム。
オメガドライブ（全形態共通）
ドライバーのトリガーを1回引いてから押し込み、「ダイカイガン！○○（フォーム名）！オメガドライブ！」の音声と共に発動する。フォームによって技が以下のように異なる。
スペクター・ノブナガ魂・ネクロムスペクター
背後に浮かび上がった紋章のエネルギーを右脚に収束し、空中に跳び上がって急降下しながら跳び蹴りを叩き込む。またはエネルギーを収束した片足で回し蹴りもしくは後ろ回し蹴りを叩き込む。
スペクター
下記のようにいくつかのパターンが存在する。
- 右腕に青のエネルギーを収束して強烈なパンチを叩き込む。
- ガンガンハンドロッドモードの先端に青のエネルギーを収束して打撃を叩き込む。
- ガンガンハンド銃モードから青のエネルギー弾を発射する。

フーディーニ魂
飛行ユニットから射出された4本の鎖で敵を拘束し、飛行ユニットから分離して急降下しながらドリルキックを叩き込む。
ネクロムスペクター
ガンガンハンド銃モードから黄緑のエネルギー弾を発射する。
ダブル魂
全身に緑の旋風を纏いながら高速回転し、加速して接近しながら跳び蹴りを叩き込む。
『仮面ライダー1号』ではW サイクロンジョーカーの必殺技ジョーカーエクストリームの要領で繰り出している。
フォーゼ魂
フォーゼ ベースステイツの必殺技ライダーロケットドリルキックを繰り出す。
オーズ魂
オーズ タトバコンボの必殺技タトバキックを繰り出す。
オメガスマッシュ
ガンガンハンドロッドモードの状態でドライバーにかざしてアイコンタクトさせ、トリガーを引くことで「オメガスマッシュ！」の音声と共に発動する。劇中未使用。
オメガスパーク（ノブナガ魂・ネクロムスペクター）
ガンガンハンド銃モードの状態でドライバーにかざしてアイコンタクトさせ、トリガーを引くことで「オメガスパーク!」の音声と共に発動する。フォームによって技が以下のように異なる。
ノブナガ魂
銃モードのコピーを生成して一斉に射撃する。織田信長が長篠の戦いで使用したとされる三段撃ちをイメージしている。
ネクロムスペクター
黄緑のエネルギー弾を発射する。
オメガファング（ツタンカーメン魂・スペクター）
ガンガンハンドカマモードの状態でドライバーにかざしてアイコンタクトさせ、トリガーを引くことで「オメガファング！」の音声と共に発動する。下記のようにいくつかのパターンが存在する。
- 刃部分からピラミッド型のエネルギーを発射し、敵を吸い込んで閉じ込めた後に消滅させる。
- ピラミッド型のエネルギーを発射せずに、刃部分に水色のエネルギーを収束して敵を斬り裂く。

専用マシン

マシンフーディー
スペクター専用のバイク。車体に巻かれた鎖を使用して攻撃することが可能。フーディーニの魂の分身ともいえる存在で、スペクターがフーディーニ魂に変身する際にはパーカーゴーストに変形する。
パーカーゴーストに変形すると、バイクの車体が左右に展開して飛行ユニット（グライダーモード）に変形する。飛行ユニットはフーディーニ魂に変身すると背部に装着され、装着された状態もしくは分離してサーフボードに乗るような形で搭乗することで飛行することが可能。
マコトの不在中にタケルが借用したこともある。
- フーディーニ魂の存在を公表する前から登場するため、「フードを被っている」と解釈できるような名称にされている。鎖の意匠を盛り込むなど、パーカーへの変形を前提としたデザインとなっている。
- 第15話の無人走行のシーンでは、バイクを台に載せてレールの上で回したり、シートの上にスタントマンが乗って合成で消すなどCGを使わず、極力実際に現場で撮影している。

### ディープスペクター
ディープスペクターゴースト眼魂を装填して変身する、銀色と紫のディープスペクターゴーストを纏った超強化形態。マスクの図柄は基本形態を基調としている。
変身音声は「ゲットゴー！覚悟！ギ・ザ・ギ・ザ！ゴースト！」。
変身時にディープスペクターゴースト眼魂をドライバーに装填した際には「ダイブ・トゥ・ディープ！」の音声が流れ、待機音声が「ギロットミロー！」に変化し、トリガー操作時の音声が「ゲンカイガン！ディープスペクター！」となる。
トランジェントが銀色を基調とした物に変化し、パーカーを含めて全身が鋭い刃を纏ったような外見となり、頭部の角ケイオスウイスプホーンも大型化している。
深淵の力によってガンマイザーとも互角以上に渡り合うほどの戦闘能力を発揮し、基本形態と同様の格闘戦に加え、新たに専用武器ディープスラッシャーを使用する。さらに闘魂ブースト魂と同様にトランジェントがこの形態のままで各種スペックが強化された派生形態へ変身することも可能。第42話でガンマイザーの力を一部利用していることが判明する。ただし、グレイトフル魂同様、ガンマイザーに干渉されるという弱点も持つ。
- デザインモチーフは「スペクターの闘魂ブースト魂」および「眼魔の特性を取り入れた半人半獣」である[18]。
- 撮影用スーツはほぼ新規造形でアップ用・アクション用が用意された[15]。足裏パーツは通常形態と共用である[15][111]。角の形状は実際の造形ではデザイン画よりも大きい物となっている[15][110]。

フォーム
ゲキコウモード
ディープスペクターの状態でゴーストドライバーのトリガーを操作して移行する進化形態。
変身音声は「デッドゴー！激怒！ギ・リ・ギ・リ！ゴースト！闘争！暴走！怒りのソウル！」。
待機音声が「ギラギラミロー！」に変化し、トリガー操作時の音声が「ゲンカイダイカイガン！ゲキコウスペクター！」となる。
特殊な力場によって背部に両肩の装甲を模した巨大な翼が出現し、空中を飛翔することが可能な他、翼状の巨大なエネルギー弾を放つことも可能。
第45話ではゲキコウモードに移行した際に、意識がガンマイザーと繋がったことがマコトの口から語られている。
ディープスペクターからの派生形態
ディープスペクターの状態で各パーカーゴーストを纏った強化派生形態。トランジェントはディープスペクターと同様の物となっており、各種スペックが強化されている。角は基本形態の物と同様となっている。
ディープスペクター ノブナガ魂
ディープスペクターの状態でノブナガゴーストを纏ったノブナガ魂の強化形態。
ディープスラッシャーブラスターモードを使用する射撃戦を得意とする。
ディープスペクター ツタンカーメン魂
ディープスペクターの状態でツタンカーメンゴーストを纏ったツタンカーメン魂の強化形態。
ディープスラッシャーソードモードを使用する剣術戦を得意とする。
ディープスペクター エジソン魂
ディープスペクターの状態でエジソンゴーストを纏ったエジソン魂の強化形態。
ガンガンハンド銃モードと電撃を組み合わせた戦法を得意とする。

スペック
| 名称                                | 身長     | 体重     | パンチ力 | キック力 | ジャンプ力 （ひと跳び） | 走力 （100 m） | 初登場 |
| ----------------------------------- | -------- | -------- | -------- | -------- | ----------------------- | -------------- | ------ |
| ディープスペクター                  | 208.5 cm | 129.0 kg | 23.5 t   | 26.5 t   | 41.9 m                  | 5.2秒          | 第28話 |
| ディープスペクター ノブナガ魂       | 214.0 cm | 120.0 kg | 23.9 t   | 27.3 t   | 41.4 m                  | 5.4秒          | 第34話 |
| ディープスペクター ツタンカーメン魂 | 202.5 cm | 118.0 kg | 23.1 t   | 26.8 t   | 42.4 m                  | 4.1秒          | 第35話 |
| ディープスペクター エジソン魂       | 207.0 cm | 121.0 kg | 22.3 t   | 26.0 t   | 40.9 m                  | 5.6秒          | 第39話 |

ツール
ディープスペクターゴースト眼魂
眼魔世界で目を覚ましたマコトがイーディスから託されたゴースト眼魂。凄まじい力を秘めている代わりに、力の根源である魂の深淵を覗く覚悟がないと使いこなせず、使いこなせなかった場合には使用者に何らかのデメリットがあることがイーディスから仄めかされている。
危険な眼魂であることを表すため、獣じみたイメージで瞳孔は針のように細く、目の形状は怒ったようになっている。また4本の爪が眼魂をつかむように造形されているが、これはゴースト眼魂の初期デザイン案を活用したものである。
イーディスは当初計画のためにタケルに使わせようとしていたが、マコトが代わりに使用することを決意する。
第41話ではイーディスによってガンマイザーの対抗戦力として造られたことが判明する。
第45話ではガンマイザー・クライメットが他のガンマイザーの力の一部を使用し、マコトが使用する物と同様の物を生成してCマコトに引き渡している。
マコトが使用している物は紫の炎が浮かび上がっており、Cマコトの物は代わりにガンマイザーの紋章が浮かび上っていたが、第47話ではCマコトの物もマコトの物と同様に紫の炎が浮かび上がっている。
第47話でCマコトの物にはガンマイザーの力が込められていることが判明し、本物のマコトの思考を読み取れるようになる。
第48話ではCマコトが使用している物の中に入っていたガンマイザーのバックアップデータがフレイヤと共にグレートアイを取り込み、グレートアイザーに変貌してしまう。
- アップ用プロップには発光ギミックが眼魂自体に仕込まれているため、これに合わせてゴーストドライバーのカバーレイスインヴォークにオレンジ色が照り返しの効果として薄く吹かれている。

ディープスラッシャー
ディープスペクターの専用武器。サングラスラッシャーと同様に剣型のソードモードと銃型のブラスターモードの2形態をとるが、サングラスラッシャーの1.5倍の出力を誇る。
サングラスを模したカバーギガシェイドを開き、ディープスペクターゴースト眼魂と他のゴースト眼魂をデュアルアイソケットに装填することで「メガハゲシー！メガハゲシー！」の音声が流れ、カバーを閉じると「キョクゲンダイカイガン！」の音声が流れる。その後トリガーを押すことで眼魂の力を抽出して必殺技が発動する。
- 当初の予定になかったがサングラスラッシャーが好評だったため追加された武器で、基本的には色替えアイテムだが、ギガシェイドのみ新規造形であり、仮面舞踏会をイメージして刺々しいデザインとなっている。

ソードモード
通常時の剣形態。同様に強力な斬れ味を誇る刀身で敵を斬り付ける。
ブラスターモード
刀身を回転させて変形する銃形態。紫のエネルギー弾を発射する。

必殺技
括弧内は使用フォーム。
オメガドライブ（全形態共通）
ドライバーのトリガーを1回引いてから押し込み、ディープスペクターの場合は「ゲンカイダイカイガン！ディープスペクター！ギガオメガドライブ！」、ゲキコウモードの場合は「キョクゲンダイカイガン！ディープスペクター！ギガオメガドライブ！」の音声と共に発動する。フォームによって技が以下のように異なる。
ディープスペクター・ディープスペクター エジソン魂
背後に浮かび上がった紋章のエネルギーを右足に収束し、空中に跳び上がって急降下しながら跳び蹴りを叩き込む。またはエネルギーを収束した片足で回し蹴りもしくは後ろ回し蹴りを叩き込む。
ディープスペクター
下記のようにいくつかのパターンが存在する。
- ディープスラッシャーソードモードの刀身に背後に浮かび上がった紋章のエネルギーを収束して敵を斬り裂く。
- ディープスラッシャーブラスターモードから紫のエネルギー弾を連射するか強力な紫のビームを照射する。
- ゲキコウモードの状態で足・腕のどちらかに背後に浮かび上がった紋章のエネルギーを収束し、背部の翼で飛翔して跳び蹴りかストレートパンチを叩き込む。

オメガ斬り（ディープスペクター）
ディープスラッシャーソードモードの状態でサングラス部分に2つのゴースト眼魂を装填し、トリガーを押すことで「オメガギリ！」の音声と共に発動する。劇中未使用。
オメガ弾（ディープスペクター）
ディープスラッシャーブラスターモードの状態でサングラス部分に2つのゴースト眼魂を装填し、トリガーを押すことで「オメガダマ!」の音声と共に発動する。劇中未使用。
ギガオメガ斬り（ディープスペクター ツタンカーメン魂）
ディープスラッシャーソードモードの状態でサングラス部分にスペクターゴースト眼魂とディープスペクターゴースト眼魂を装填し、トリガーを押すことで「ギガオメガギリ！」の音声と共に発動する。刀身に背部に浮かび上がった紋章のエネルギーを収束して敵を斬り裂く。
ギガオメガ弾（ディープスペクター ノブナガ魂）
ディープスラッシャーブラスターモードの状態でサングラス部分にスペクターゴースト眼魂とディープスペクターゴースト眼魂を装填し、トリガーを押すことで「ギガオメガダマ！」の音声と共に発動する。銃口に紋章を浮かび上がらせ、強力な紫のエネルギー弾を発射する。

## 仮面ライダーネクロム
アランがメガウルオウダーにネクロムゴースト眼魂を装填し、黒に黄緑のラインが入ったネクロムゴーストを纏って変身する、眼魔の世界で開発された仮面ライダー。
ヴァリアスゴーグルのフレームモノキュラーガードは円形。
スペクターと同様、基本形態では「○○魂」とは付かない。「液体」をデザインコンセプトとしているため、両肩の部分にクリアチューブが取り付けられている。
基本形態の変身音声は「クラッシュザインベーダー！」。
主に掌底を主体とした格闘戦で戦う。ボディは液体金属クァンタムリキッドで構成されており、肉体の液状化で攻撃を無効にすることができる。また、人間の意識をコントロールする能力を持ち、眼魔コマンドやパーカーゴーストを支配下に置き、自分の意のままに操る。
その反面、エネルギーの消費が大きく、エネルギーが減ると緑色の部分が黒化し、エネルギーが切れると強制的に変身解除されてしまう。そのため、眼魔コマンドのアバターを吸収して、変身を維持させる必要がある。アドニス殺害容疑を掛けられ肉体を有してからはアバターの吸収ができず、パーカーゴーストを無理矢理従わせる能力さえ失っている。ただし英雄の眼魂を使えば、エネルギー残量を気にせず戦闘を続けることができる。
30話ではアランがフミの死を乗り越えたことでエネルギー切れを解消し、ガンマイザーと互角に戦うほどの戦闘力を発揮した。
33話では両腕から放つ緑色の液状エネルギーを鞭として扱う能力を見せた。
決め台詞は「心の叫びを聞け！」。
映像での初登場は『仮面ライダー×仮面ライダー ゴースト&ドライブ 超MOVIE大戦ジェネシス』だが、この時点では名称は明かされずパンフレットでは「謎の仮面ライダー」と紹介していた。その後、2015年12月末発売の雑誌媒体で名称や変身アイテムなどが発表されたが変身者は明らかにされず、2016年1月20日開催のイベント『超英雄祭 KAMEN RIDER × SUPER SENTAI LIVE & SHOW 2016』にてアランが変身することが発表された。
- 不思議テイストのゴースト、スペクターとは別系統であることを表すため、メカニカルなSF風デザインとなっている[102]。変身アイテムに「眼」の要素がない代わりにマスクの「眼」を際立たせる造形となっており[102]、顔の前面に大きな単眼ヴァリアスゴーグル[121]が配置されているが、その中央から1本角スウィープホーンが生えているため角度によっては2つ目にも見える[122]。
- ネクロムの名前の由来は死者を操る「ネクロマンサー」から[117]。
- 変身直後にはパーカーの襟元を引っ張っている[68]。

フォーム
トランジェント
- ボディは白を基調とし、黄緑と黒の差し色が入っている。のっぺらぼうだったゴースト、スペクターと異なり、マスクにはメカのような要素のデジタルの目としてカメラレンズのようなディテールがあり、身体からはチューブが出ている。

グリム魂
グリムゴースト眼魂を装填して、新緑に白のラインが入ったグリムゴーストを纏った派生形態。モノキュラーガードは本の形をしている。
変身音声は「ファイティングペン！」。
パーカー肩部ニブショルダーにあるペン先型の鋭利な金属体を伸縮自在に延びるエネルギーチューブを使って操り、刺突や拘束などの攻撃や落下した人の救助に用いる。
サンゾウ魂
サンゾウゴースト眼魂を装填して、白地に金のラインが入ったサンゾウゴーストを纏った派生形態。モノキュラーガードは光輪の形をしている。
変身音声は「サイユウロード！」。
パーカー背面に装備されたリングゴコウリンは取り外して投擲武器として使用できる。また、ゴコウリンは投擲時に高速回転して自動追尾する機能を持っており、自動可動しているゴコウリンと連携した肉弾戦を得意とする。
修練の場での修行後は背中と両肩にある装甲から3体の従者（サル・ブタ・カッパ）を召喚し連携して戦うことができるようになり、第37話のジャベル戦、第42話のアデル戦で息の合った連携を見せた。
テレビシリーズ以外での派生形態
友情バースト魂
友情バーストゴースト眼魂を装填し、友情バーストゴーストを纏った超強化形態。
詳しくはゴースト RE:BIRTH 仮面ライダースペクター#仮面ライダーネクロム 友情バースト魂を参照。

スペック
| 名称                 | 身長     | 体重     | パンチ力 | キック力 | ジャンプ力 （ひと跳び） | 走力 （100 m） | 初登場 |
| -------------------- | -------- | -------- | -------- | -------- | ----------------------- | -------------- | ------ |
| 仮面ライダーネクロム | 204.0 cm | 99.0 kg  | 15.1 t   | 17.4 t   | 47.8 m                  | 3.7秒          | 第16話 |
| グリム魂             | 204.0 cm | 100.5 kg | 15.4 t   | 17.2 t   | 45.7 m                  | 3.9秒          | 第16話 |
| サンゾウ魂           | 204.0 cm | 115.0 kg | 15.7 t   | 17.8 t   | 45.2 m                  | 4.1秒          | 第18話 |

ツール
ネクロムゴースト眼魂
仮面ライダーネクロムへの変身に用いられるゴースト眼魂。他のゴースト眼魂とは造形が異なり、メカニカルな外見となっている。デザインモチーフは「試験管の中に浮かぶ目玉」。
メガウルオウダー
ネクロムへの変身に使用される目薬がモチーフのブレスレット型変身アイテム。普段はアランが携帯しており、左腕に当てることで装着される。
ゴースト眼魂のスイッチを押し、ブレスが横向きの状態で起動状態のゴースト眼魂を装填すると「イエッサー！」という音声が鳴り、ブレスを垂直に立てることで起動する。そして左側面のスイッチを押して待機状態へ移行させ、その状態で上部にある目薬を模した滴下ユニットのスイッチを押すと「テンガン！○○（装填したゴースト眼魂の名称）！ メガウルオウド！」の音声が鳴り、ゴースト眼魂に特殊反応液ウルオーデューを与え、対応するゴースト眼魂の変身音声が流れて仮面ライダーネクロムへと変身する。
内蔵された装置によって眼魔コマンドを自在に操ることができる。また、眼の紋章を描くことで人間界と眼魔の世界を行き来できるゲートガンマホールを作り出すことができる機能が存在し、生身の身体となり、行き来できなくなったアランが眼魔の世界を脱出する際や、タケルと共に眼魔の世界にマコトを救出に赴く際に使用している。
アランは眼魔世界にいるアリアと連絡を取り合うための通信機としても使用しているが、第32話では連絡が取れなくなっている。
『仮面ライダーゴースト超全集』によれば、メガウルオウダーはアランが入手したエジソンゴースト眼魂をもとに開発したが、これはイーディスが仙人としての活動を察知されないための偽装であったとされる。
- 1号・2号ライダーが同じ変身ベルトを使用するのが『仮面ライダーゴースト』の特徴であるのに、3号ライダー用に違う変身ベルトを出すと例年通りになってしまうところから、ベルト以外の変身アイテムとして考案された。ブレスレット単体で変身する仮面ライダーは『仮面ライダーカブト』の仮面ライダーザビー以来となる。

ガンガンキャッチャー
ガンガンハンドに似た形状の武器で、掌部分にゴースト眼魂がセットできるようになっている。カラーリングはネクロム同様に白を基調としている。
ネクロムに元々搭載されていた武装だが、濫用や暴走などの危険性があったためロックされていた。サンゾウに課された修行を終えたことでアランの精神力が高まり、使用可能となった。
- テレビシリーズではネクロムに強化フォームがないため、何もしないままでは強敵ガンマイザーの出現に対応できないだろうことから急遽追加設定された武器である。構想段階ではサンゾウゴーストとの関係から手のひらをふたつ重ねた「合掌」にするはずだったが、造形の時間が不足したためガンガンハンドの改造に落ち着いた。それでも単なる色替えに終わらないよう追加されたのが、ゴースト眼魂読み取り機能である。

ロッドモード
ガンガンキャッチャーの基本形態でもある棍棒形態。接近戦で使用。
銃モード
ロッドモードをポンプアップし、銃口を露出させた銃形態。強烈なエネルギー弾を先端の銃口から連射する。

必殺技（括弧内は使用フォーム）
下記の必殺技以外に基本形態では全てのパワーを開放して肉体の消滅と引き換えに発動することができる切り札が存在し、発動の際はパーカーが緑色に強く発光する。第20話でゴーストとスペクターに苦戦した際に使おうとしたが帰還命令が出たため使用せず、第30話でも自然を破壊するガンマイザー・ファイヤーに激昂し、生身の体であることを忘れ放とうとするがゴーストに止められたため使用せず、第48話でも暴走するアデルを止めるため彼を羽交い絞めにして放とうとするが使用せず劇中未使用。
ネクロムデストロイ（全形態共通）
左側面のスイッチを押して待機状態へ移行させ、滴下ユニットのスイッチを押して「ダイテンガン！○○（フォーム名）！オメガウルオウド！」の音声と共に発動する。フォームによって技が以下のように異なる。
基本形態
背後に浮かび上がった紋章のエネルギーを右足に纏い、強力な跳び蹴りを放つ。もしくはエネルギーを左腕に纏わせ、パンチを叩き込む。
その他にも背後に浮かび上がった紋章のエネルギーを左手や脚部に集中させ、追尾機能を備えた緑色の爆破性の液体、回し蹴りを放つといったバリエーションがある。
修練の場での修行後はガンガンキャッチャーから緑色のエネルギー弾を発射する技を披露した。
サンゾウ魂
背中と両肩にある装甲から3匹の従者の幻影を呼び出し、それらが変化した觔斗雲に乗って空中を飛行する。
修練の場での修行後は3匹の従者が連続で突撃し、自身がゴコウリンに乗って飛行してすれ違い様にガンガンキャッチャーでの打撃を打ち込む技を使用した。
第42話では筋斗雲に乗って空中に浮かび上がった後、敵めがけてゴコウリンを射出する、煙で幻惑してから従者と共に突撃するといった派生技を披露した。
オメガフィニッシュ
ガンガンキャッチャー銃モードにゴースト眼魂を装填し、「ダイカイガン！」の音声が流れた後、トリガーを引くことで「オメガフィニッシュ！」の音声と共に発動する。
グリムゴースト眼魂
ガンガンキャッチャーから発射した砲弾が無数のペン先状に分裂し、敵に襲いかかる。
ビリー・ザ・キッドゴースト眼魂
エネルギー弾を連射する。
ヒミコゴースト眼魂
桃色の勾玉型エネルギー弾を発射する。
オメガクラッシュ
ガンガンキャッチャーロッドモードにゴースト眼魂を装填し、「ダイカイガン！」の音声が流れた後、トリガーを引くことで「オメガクラッシュ！」の音声と共に発動する。劇中未使用。

## その他の仮面ライダー
仮面ライダーダークゴースト
仙人（イーディス）がゴーストドライバーにダークゴースト眼魂を装填し、ダークゴーストを纏って変身した仮面ライダー。変身音はなし。変身ポーズは、『仮面ライダー』の本郷猛の変身ポーズに似た物で、変身の際にも「ライダー…変身！」と叫んでいる。
外見は仮面ライダーゴーストに酷似しているが、パーカーやボディのオレンジ色の部分が白いデザインになっている。
必殺技オメガドライブでは、背後に浮かび上がった紋章のエネルギーを脚部に纏い、強力な跳び蹴りを放つ。
初出は劇場版『仮面ライダーゴースト 100の眼魂とゴースト運命の瞬間』で、そのときはアランの兄であるアルゴスが変身していた。
仮面ライダーダークネクロムP（）
アリアがプロトメガウルオウダーにダークネクロムPゴースト眼魂を装填し、ダークネクロムゴーストを纏って変身した仮面ライダー。
外見は仮面ライダーネクロムに類似しているが、黒いパーカーやボディにピンクのラインが入ったデザインになっている。
必殺技ダークネクロム スパイラルでは、桃色のエネルギーを纏ったきりもみキックを放つ。
- 撮影用スーツは劇場版『仮面ライダーゴースト 100の眼魂とゴースト運命の瞬間』に登場したダークネクロムRの改造。

仮面ライダーカノンスペクター
『仮面ライダースペクター×ブレイズ』に登場。深海カノンがゴーストドライバーにカノンスペクターゴースト眼魂を装填し、カノンスペクターゴーストを纏って変身した仮面ライダー。
変身音声は「行こう！サイコー！スペシャルなゴースト！」。
特に武器はないが、アランから伝授された格闘技や素早い拳法を活かした体術を得意とする。必殺技はシンスペクターと同様に6枚の翼を背中から展開させて放つキック・オメガドライブ カノンスペクター。

スペック
| 名称             | 身長          | 体重         | パンチ力    | キック力    | ジャンプ力 （ひと跳び） | 走力 （100 m） | 初登場              |
| ---------------- | ------------- | ------------ | ----------- | ----------- | ----------------------- | -------------- | ------------------- |
| ダークゴースト   | 204.0 cm[135] | 96.0 kg[135] | 11.0 t[135] | 15.0 t[135] | 49.6 m                  | 4.7秒[135]     | 第47話              |
| ダークネクロムP  | 204.0 cm[136] | 94.0 kg[136] | 10.3 t[136] | 13.7 t[136] | 44.9 m[136]             | 4.8秒[136]     | 第39話              |
| カノンスペクター | 196.2 cm      | 71.3 kg      | 16.2 t      | 19.1 t      | 45.7 m                  | 3.8秒          | スペクター×ブレイズ |

## ゴースト眼魂一覧
本節で扱うゴースト眼魂は、『仮面ライダーゴースト』テレビシリーズに登場した物のほか、劇場版やスピンオフムービー、『仮面ライダーバトル ガンバライジング』で使用されたものを含む。
各眼魂の右側面のスイッチを押して起動状態にし、ゴーストドライバーに装填してトリガーを引いてから押し込む、またはメガウルオウダーに装填して滴下ユニットのスイッチを押すことで封印された偉人のエネルギー体パーカーゴーストを召喚し、それを纏うことでそのパーカーゴーストに対応した形態に変身する。また、眼魂を所持すると眼魔を視認することができる。
各ゴースト眼魂の上部には、各ライダーの頭部バイザーの模様が描かれたプレートが表示されており、また通常モードでの瞳の色はゴーストや西園寺が封印したもの（14・15を除く01〜10・オレゴースト眼魂）は黒、スペクターが所有および封印したもの（11〜13・スペクターゴースト眼魂）は青、西園寺が封印したもののうちネクロムが所有するもの（14・15・ネクロムゴースト眼魂）は緑となっている。
- 撮影用プロップは劇中同様スイッチで絵が切り替わるものと中身を換装するものを併用している[10]。

| ナンバリング                   | 名称（カッコ内はゴースト眼魂上部の表記） | カラー         | 最初の所有者                                              | 現在の所有者                                              | 封印された魂                                              | 関係者                 | 英雄の遺品               | 備考 |
| ------------------------------ | ---------------------------------------- | -------------- | --------------------------------------------------------- | --------------------------------------------------------- | --------------------------------------------------------- | ---------------------- | ------------------------ | --- |
| G                              | - オレ - (GHOST)                         | 黒             | - ゴースト - （タケル）                                   | - ゴースト - （タケル）                                   | 天空寺タケル                                              | なし                   | なし                     | |
| B                              | - 闘魂ブースト - (TOUCONBOOST)           | 黒/赤          | - ゴースト - （タケル）                                   | - ゴースト - （タケル）                                   | - 天空寺龍 - タケルの母                                   | なし                   | なし                     | |
| ∞                              | - ムゲン - (MUGEN GHOST)                 | 薄い水色       | - ゴースト - （タケル）                                   | - ゴースト - （タケル）                                   | 不明                                                      | なし                   | なし                     | |
| S                              | - スペクター - (SPECTER)                 | 黒             | - スペクター - （マコト） - スペクター - （Cマコト）      | - スペクター - （マコト） - スペクター - （Cマコト）      | 深海大悟                                                  | なし                   | なし                     | |
| D                              | - ディープスペクター - (DEEP SPECTER)    | 青紫           | - スペクター - （マコト） - スペクター - （Cマコト）      | - スペクター - （マコト） - スペクター - （Cマコト）      | 不明                                                      | なし                   | なし                     | 第45話からは本物と同型のものをCマコトが使用している。                                                                              |
| N                              | - ネクロム - (NECROM)                    | 緑             | - ネクロム - （アラン）                                   | - ネクロム - （アラン）                                   | 不明                                                      | なし                   | なし                     | 一時期、アランがマコトを操るためスペクター（ネクロムスペクター）に使用していた。                                                   |
| N                              | - ダークネクロムP - (NECROM)             | 黒             | - ダークネクロムP - （アリア）                            | - ダークネクロムP - （アリア）                            | 不明                                                      | なし                   | なし                     | |
| DG                             | - ダークゴースト - (DARK GHOST)          | 黒             | - ダークゴースト - （アルゴス）                           | - ダークゴースト - （仙人）                               | 不明                                                      | なし                   | なし                     | アルゴスの変身したダークゴーストは劇場版に登場                                                                                     |
| 01                             | - ムサシ - (MUSASHI)                     | 赤             | - ゴースト - （タケル）                                   | - ゴースト - （タケル）                                   | 宮本武蔵                                                  | 天空寺タケル           | 刀の鍔                   | |
| 02                             | - エジソン - (EDISON)                    | 黄             | - ゴースト - （タケル）                                   | - ゴースト - （タケル）                                   | トーマス・エジソン                                        | 園田義則               | 電球                     | 一時期、スペクターやアランが所持していた。                                                                                         |
| 03                             | - ロビン - (ROBIN HOOD)                  | 緑             | - ゴースト - （タケル）                                   | - ゴースト - （タケル）                                   | ロビン・フッド                                            | 白瀬マリ               | 弓矢                     | |
| 04                             | - ニュートン - (NEWTON)                  | 青             | 岡村敬助                                                  | - ゴースト - （タケル）                                   | アイザック・ニュートン                                    | 不明                   | 不明                     | 『ドライブ』48話で入手。 |
| 05                             | - ビリー・ザ・キッド - (BILLY THE KID)   | 赤茶           | 西園寺主税                                                | - ゴースト - （タケル）                                   | ビリー・ザ・キッド                                        | ウエスタンショップ店長 | 帽子                     | 西園寺に封印されるが、御成たちが奪取しゴーストに譲渡された。                                                                       |
| 06                             | - ベートーベン - (BEETHOVEN)             | 銀             | - ゴースト - （タケル）                                   | - ゴースト - （タケル）                                   | ルートヴィヒ・ヴァン・ベートーヴェン                      | 君島康介               | 楽譜                     | |
| 07                             | - ベンケイ - (BENKEI)                    | 白             | - ゴースト - （タケル）                                   | - ゴースト - （タケル）                                   | 武蔵坊弁慶                                                | 五十嵐健次郎           | 扇子                     | |
| 08                             | - ゴエモン - (GOEMON)                    | 黄緑           | 西園寺                                                    | - ゴースト - （タケル）                                   | 石川五右衛門                                              | 不明                   | 不明                     | 飛散後、回収した御成がしばらく所持していたがゴーストに譲渡された。                                                                 |
| 09                             | - リョウマ - (RYOMA)                     | 群青           | 西園寺                                                    | - ゴースト - （タケル）                                   | 坂本龍馬                                                  | 不明                   | 不明                     | 飛散後、一時的に田村長正に憑依していた。                                                                                           |
| 10                             | - ヒミコ - (HIMIKO)                      | 桃             | 西園寺                                                    | - ゴースト - （タケル）                                   | 卑弥呼                                                    | 不明                   | 不明                     | 飛散後、一時的に日野美和子に憑依していた。                                                                                         |
| 11                             | - ツタンカーメン - (TUTAN KHAMUN)        | 青緑           | - スペクター - （マコト）                                 | - スペクター - （マコト）                                 | ツタンカーメン                                            | 不明                   | 不明                     | 一時期、タケルが所有していた。 |
| 12                             | - ノブナガ - (NOBUNAGA)                  | 紫             | - スペクター - （マコト）                                 | - スペクター - （マコト）                                 | 織田信長                                                  | 羽柴信良               | 書状                     | ゴーストが呼び出したがスペクターに封印される。一時期、タケルが所有していた。                                                       |
| 13                             | - フーディーニ - (HOUDINI)               | 紺             | - スペクター - （マコト）                                 | - スペクター - （マコト）                                 | ハリー・フーディーニ                                      | 不明                   | 不明                     | 当初からマコトが所持していたがマコトに反抗して起動しておらず、第15話から使用可能となった。一時期、タケルが所有・使用していた。     |
| 14                             | - グリム - (GRIMM)                       | 深緑           | 西園寺                                                    | - ネクロム - （アラン）                                   | - グリム兄弟 - （ヤーコプ・グリム、ヴィルヘルム・グリム） | 不明                   | 不明                     | 飛散後、ジャベルによって回収され第12話からアランが所有し、第16話からネクロムが使用。第35話でイゴールが使用。                       |
| 15                             | - サンゾウ - (SANZO)                     | 薄いグレー     | 西園寺                                                    | - ネクロム - （アラン）                                   | - 玄奘三蔵 - （三蔵法師）                                 | 不明                   | 不明                     | 飛散後、ジャベルによって回収され第12話からアランが所有し、第18話からネクロムが使用。                                               |
| なし                           | ブランク                                 | 白             | 天空寺龍                                                  | なし                                                      | なし                                                      | なし                   | なし                     | タケルの18歳の誕生日に合わせた龍からの指定郵便に入っており、後にオレゴースト眼魂に変化している。第32話の回想では15個存在していた。 |
| テレビシリーズ以外の作品に登場 |                                          |                |                                                           |                                                           |                                                           |                        |                          | |
| 一                             | - 一休 - (IKKYU)                         | 水色           | - ゴースト - （タケル） - ダークゴースト - （アルゴス）   | - ゴースト - （タケル） - ダークゴースト - （アルゴス）   | 一休宗純                                                  | 天空寺タケル           | 虎の屏風の写真           | - てれびくん2016年2月号付録。 - 『てれびくん超バトルDVD』第1弾および劇場版に登場。                                                 |
| P                              | - ピタゴラス - (PYTHAGORAS)              | 金色           | - スペクター - （マコト） - ダークゴースト - （アルゴス） | - スペクター - （マコト） - ダークゴースト - （アルゴス） | ピタゴラス                                                | 不明                   | 不明                     | - 幼稚園2016年3月号付録。 - 『てれびくん超バトルDVD』第1弾および劇場版に登場。                                                     |
| 氣                             | - スペシャルオレ - (KISHIDAN)            | 橙             | - ゴースト - （タケル）                                   | - ゴースト - （タケル）                                   | 氣志團                                                    | なし                   | なし                     | - 主題歌CD限定 - ガンバライジングのみ登場                                                                                          |
| K                              | - カメハメハ - (KAMEHAMEHA)              | 山吹           | - ゴースト - （タケル）                                   | - ゴースト - （タケル）                                   | カメハメハ1世                                             | なし                   | なし                     | - 東映ヒーローワールド限定 - ガンバライジングのみ登場                                                                              |
| X                              | - サンタ - (Santa Claus)                 | 赤橙           | - ゴースト - （タケル）                                   | - ゴースト - （タケル）                                   | サンタクロース                                            | なし                   | なし                     | - キャラデコクリスマス限定 - ガンバライジングのみ登場                                                                              |
| GG                             | - ガリレオ - (GALILEO)                   | 臙脂           | - ゴースト - （タケル）                                   | - ゴースト - （タケル）                                   | ガリレオ・ガリレイ                                        | なし                   | なし                     | - 「ガンバライジング」店頭プレゼントキャンペーン景品 - ガンバライジングのみ登場                                                    |
| 石ノ森                         | - 石ノ森 - (ISHINOMORI)                  | エメラルド     | なし                                                      | なし                                                      | 石ノ森章太郎                                              | なし                   | なし                     | - KAMEN RIDER 45th EXHIBITION SHOP限定 - 専用フォームなし                                                                          |
| WS                             | - シェイクスピア - (SHAKESPEARE)         | レモンイエロー | - ゴースト - （タケル）                                   | - ゴースト - （タケル）                                   | ウィリアム・シェイクスピア                                | なし                   | なし                     | - ユニクロキッズ限定 - ガンバライジングのみ登場                                                                                    |
| C                              | - コロンブス - (COLUMBUS)                | アクアブルー   | - ゴースト - （タケル）                                   | - ゴースト - （タケル）                                   | クリストファー・コロンブス                                | なし                   | なし                     | - ガシャポンゴーストアイコン限定 - ガンバライジングのみ登場                                                                        |
| FN                             | - ナイチンゲール - (NIGHTINGALE)         | 白             | - ゴースト - （タケル）                                   | - ゴースト - （タケル）                                   | フローレンス・ナイチンゲール                              | なし                   | なし                     | - SGゴーストアイコン限定 - ガンバライジングのみ登場                                                                                |
| 昭                             | - 昭和ライダー45 - (SHOWA)               | 翡翠           | - ゴースト - （タケル）                                   | - ゴースト - （タケル）                                   | 昭和ライダー                                              | なし                   | なし                     | - SUPERてれびくん2016年08月号付録 - ガンバライジングのみ登場                                                                       |
| ZS                             | - ゼロスペクター - (ZERO SPECTER)        | 紫             | - ゼロスペクター - （大悟）                               | - ゼロスペクター - （大悟）                               | 不明                                                      | なし                   | なし                     | 劇場版に登場 |
| N                              | - ダークネクロムR - (NECROM)             | 黒             | - ダークネクロムR - （ジェレド）                          | - ダークネクロムR - （ジェレド）                          | 不明                                                      | なし                   | なし                     | 劇場版に登場 |
| N                              | - ダークネクロムB - (NECROM)             | 黒             | - ダークネクロムB - （ジェビル）                          | - ダークネクロムB - （ジェビル）                          | 不明                                                      | なし                   | なし                     | 劇場版に登場 |
| N                              | - ダークネクロムY - (NECROM)             | 黒             | - ダークネクロムY - （ジェイ）                            | - ダークネクロムY - （ジェイ）                            | 不明                                                      | なし                   | なし                     | 劇場版に登場 |
| CD                             | - ダーウィン - (DARWIN)                  | 橙             | - ゴースト - （タケル）                                   | - ゴースト - （タケル）                                   | チャールズ・ダーウィン                                    | なし                   | なし                     | 劇場版に登場 |
| NB                             | - ナポレオン - (NAPOLEON)                | 青             | - ダークゴースト - （アルゴス）                           | - ダークゴースト - （アルゴス）                           | ナポレオン・ボナパルト                                    | なし                   | なし                     | 劇場版に登場 |
| GS                             | - オレスペクター - (GHOST SPECTER)       | 黒             | なし                                                      | なし                                                      | 不明                                                      | なし                   | なし                     | - オリジナルTVサウンドトラック限定 - 専用フォームなし                                                                              |
| SSG                            | - シンセングミ - (SHINSENGUMI)           | スカイブルー   | - ゴースト - （タケル）                                   | - ゴースト - （タケル）                                   | - 新選組 - （近藤勇、土方歳三、沖田総司）                 | 天空寺龍               | 近藤勇の刀               | ファイナルステージに登場 |
| 天                             | - テンカトウイツ - (TENKA)               | 金色           | - ゴースト - （タケル）                                   | - ゴースト - （タケル）                                   | - 三英傑 - （織田信長、豊臣秀吉、徳川家康）               | ノブナガゴースト       | なし                     | 平成ジェネレーションズに登場 |
| LV                             | - ダヴィンチ - (DA VINCI)                | 黄緑           | - ゴースト - （タケル）                                   | - ゴースト - （タケル）                                   | レオナルド・ダ・ヴィンチ                                  | 西園寺主税             | モナリザの絵             | 『てれびくん超バトルDVD』第2弾に登場                                                                                               |
| 罪                             | - シンスペクター - (SIN SPECTER)         | 青             | - スペクター - （マコト）                                 | - スペクター - （マコト）                                 | 不明                                                      | なし                   | なし                     | Vシネマに登場 |
| 友                             | - 友情バースト - (YUJOU BURST)           | 黒/金          | - ネクロム - （アラン）                                   | - ネクロム - （アラン）                                   | 不明                                                      | なし                   | なし                     | Vシネマに登場 |
| KS                             | - カノンスペクター - (KANON SPECTER)     | 桃             | - カノンスペクター - （カノン）                           | - カノンスペクター - （カノン）                           | 不明                                                      | なし                   | なし                     | 仮面ライダースペクター×ブレイズに登場                                                                                              |
| レジェンドライダーゴースト眼魂 |                                          |                |                                                           |                                                           |                                                           |                        |                          | |
| R01                            | - クウガ - (KUUGA)                       | 金/黒          | フレイヤ                                                  | 仮面ライダー45ゴースト眼魂に一体化                        | 仮面ライダークウガ                                        | 不明                   | 不明                     | 専用フォームはガンバライジングのみ登場                                                                                             |
| R02                            | - アギト - (AGITO)                       | 黄色/黒        | フレイヤ                                                  | 仮面ライダー45ゴースト眼魂に一体化                        | 仮面ライダーアギト                                        | 不明                   | 不明                     | 専用フォームはガンバライジングのみ登場                                                                                             |
| R03                            | - 龍騎 - (RYUKI)                         | 赤/黒          | フレイヤ                                                  | 仮面ライダー45ゴースト眼魂に一体化                        | 仮面ライダー龍騎                                          | 不明                   | 不明                     | 専用フォームはガンバライジングのみ登場                                                                                             |
| R04                            | - ファイズ - (FAIZ)                      | 黒/赤          | フレイヤ                                                  | 仮面ライダー45ゴースト眼魂に一体化                        | 仮面ライダーファイズ                                      | 不明                   | 不明                     | 専用フォームはガンバライジングのみ登場                                                                                             |
| R05                            | - ブレイド - (BLADE)                     | 紺/銀          | フレイヤ                                                  | 仮面ライダー45ゴースト眼魂に一体化                        | 仮面ライダーブレイド                                      | 不明                   | 不明                     | 専用フォームはガンバライジングのみ登場                                                                                             |
| R06                            | - 響鬼 - (HIBIKI)                        | 赤/紫          | フレイヤ                                                  | 仮面ライダー45ゴースト眼魂に一体化                        | 仮面ライダー響鬼                                          | 不明                   | 不明                     | 専用フォームはガンバライジングのみ登場                                                                                             |
| R07                            | - カブト - (KABUTO)                      | 銀/赤          | フレイヤ                                                  | 仮面ライダー45ゴースト眼魂に一体化                        | 仮面ライダーカブト                                        | 不明                   | 不明                     | 専用フォームはガンバライジングのみ登場                                                                                             |
| R08                            | - 電王 - (DEN-O)                         | 灰色           | フレイヤ                                                  | 仮面ライダー45ゴースト眼魂に一体化                        | 仮面ライダー電王                                          | 不明                   | 不明                     | 専用フォームはガンバライジングのみ登場                                                                                             |
| R09                            | - キバ - (KIVA)                          | 赤/金          | フレイヤ                                                  | 仮面ライダー45ゴースト眼魂に一体化                        | 仮面ライダーキバ                                          | 不明                   | 不明                     | 専用フォームはガンバライジングのみ登場                                                                                             |
| R10                            | - ディケイド - (DECADE)                  | ピンク/黒      | フレイヤ                                                  | 仮面ライダー45ゴースト眼魂に一体化                        | 仮面ライダーディケイド                                    | 不明                   | 不明                     | 専用フォームはガンバライジングのみ登場                                                                                             |
| R11                            | - ダブル - (DOUBLE)                      | 緑/黒          | - スペクター - （マコト）                                 | 仮面ライダー45ゴースト眼魂に一体化                        | 仮面ライダーW                                             | 深海マコト             | ジョーカーメモリ         | |
| R12                            | - オーズ - (OOO)                         | 赤/黒          | - スペクター - （マコト）                                 | 仮面ライダー45ゴースト眼魂に一体化                        | 仮面ライダーオーズ                                        | 深海マコト             | タカ・コアメダル（3枚）  | |
| R13                            | - フォーゼ - (FOURZE)                    | 黒/白          | - スペクター - （マコト）                                 | 仮面ライダー45ゴースト眼魂に一体化                        | 仮面ライダーフォーゼ                                      | 深海マコト             | ロケットスイッチ         | |
| R14                            | - ウィザード - (WIZARD)                  | 銀/黒          | - ゴースト - （タケル）                                   | 仮面ライダー45ゴースト眼魂に一体化                        | 仮面ライダーウィザード                                    | 天空寺タケル           | フレイムウィザードリング | |
| R15                            | - 鎧武 - (GAIM)                          | 銀/群青        | - ゴースト - （タケル）                                   | 仮面ライダー45ゴースト眼魂に一体化                        | 仮面ライダー鎧武                                          | 天空寺タケル           | オレンジロックシード     | |
| R16                            | - ドライブ - (DRIVE)                     | 赤/黒          | - ゴースト - （タケル）                                   | 仮面ライダー45ゴースト眼魂に一体化                        | 仮面ライダードライブ                                      | 天空寺タケル           | シフトスピード           | |
| R17                            | - ゴースト - (GHOST)                     | オレンジ       | なし                                                      | なし                                                      | 仮面ライダーゴースト                                      | 不明                   | 不明                     | 劇場版DVD / Blu-ray限定版に付属 |
| R18                            | - エグゼイド - (EX-AID)                  | ピンク/黄緑    | - ゴースト - （タケル）                                   | - ゴースト - （タケル）                                   | 仮面ライダーエグゼイド                                    | 仮面ライダーエグゼイド | エグゼイドのメダル       | - DXゲーマドライバー購入キャンペーン景品 - 第50話（最終話）に登場。 - 平成ジェネレーションズに登場。                               |
| 平 / 1                         | - 仮面ライダー45 - (HEISEI / ICHIGOU)    | 銀/赤          | - ゴースト - （タケル）                                   | - ゴースト - （タケル）                                   | - 16人の歴代平成ライダー - 仮面ライダー1号（本郷猛）      | なし                   | なし                     | 16個のレジェンドライダー眼魂（クウガ〜ドライブ）が融合した眼魂                                                                     |